# Hadrianus római császár
Hadrianus (teljes nevén Caesar Traianus Hadrianus; születési nevén Publius Aelius Hadrianus; 76. január 24. – 138. július 10.) a Római Birodalom császára 117-től 138-as haláláig.
Hadrianus a dél-hispániai Italica városában született, tekintélyes arisztokrata családban. Tíz éves korában szülei meghaltak és apja unokatestvére, Marcus Ulpius Traianus gondoskodott az ő és nővére felneveléséről. A 98-ban a császári trónra kerülő gyermektelen Traianus félhivatalos örökösének tartotta Hadrianust, feleségül adta hozzá unokahúgának lányát, Vibia Sabinát, azonban formálisan nem fogadta örökbe (csak a halálos ágyán). Hadrianus jelentős, de nem kulcsfontosságú politikai pozíciókat töltött be, volt helyettes consul, légióparancsnok és Pannonia kormányzója. 117-ben Traianus a pártus hadjárata során megbetegedett és meghalt, a hadsereg pedig Hadrianust kiáltotta ki császárrá.
Röviddel trónra lépése után kivégeztetett négy tekintélyes szenátort, akik állítólag összeesküvést szőttek ellene. Bár megpróbálta kiengesztelni a szenátust, az élete végéig gyűlölte. Azzal is sok ellenséget szerzett, hogy feladta Traianus mezopotámiai hódításait, Dacia egy kis részét átengedte a baráti roxolánoknak és a későbbiekben sem indított hódító háborúkat. Hadrianus úgy látta, hogy a birodalom túlterjeszkedett és uralkodása alatt igyekezett megerősíteni külső határait és belső kohézióját, valamint igen sokat építkezett.
Uralkodása jelentős részét Rómától távol, a provinciákba tett utazásokkal töltötte, ahol közvetlenül megismerhette a helyi problémákat. Britanniai látogatása során utasítást adott az északi határt védő Hadrianus-fal megépítésére. Rajongott a hellén kultúráért, számos görög várost újraalapított, templomokat, szentélyeket építtetett. Létrehozta a görög városok szervezetét, a Panhelléniont. Görög szeretője, Antinous halálakor istenné nyilváníttatta őt és megalapította a kultuszát. Rómában helyreállíttatta a Pantheont és megépíttette Venus és Roma monumentális templomát.
A 132-ben kezdődő Bar Kohba-féle felkelést brutálisan leverette, a zsidó lakosság nagy része elpusztult vagy rabszolgasorba került. Júdeát és Jeruzsálemet átnevezte, utóbbit római kolóniává tette, ahonnan kitiltotta a zsidókat.
Utolsó éveiben súlyos betegséggel, ödémákkal küzdött, szenvedései miatt több alkalommal öngyilkosságot kísérelt meg. Mivel gyereke nem volt, 138-ban Antoninus Piust jelölte ki örökösévé, akinek örökbe kellett fogadnia Marcus Aureliust és Lucius Verust. Még ugyanebben az évben meghalt és Antoninus Pius a szenátus vonakodás ellenére istenné nyilváníttatta. Bár kortársai közül sokan gyűlölték és zsarnoknak tartották, az utókor az ún. "öt jó császár" közé sorolta, akinek uralkodása során a Római Birodalom virágzott és elérte hatalma csúcspontját.

## Ifjúsága

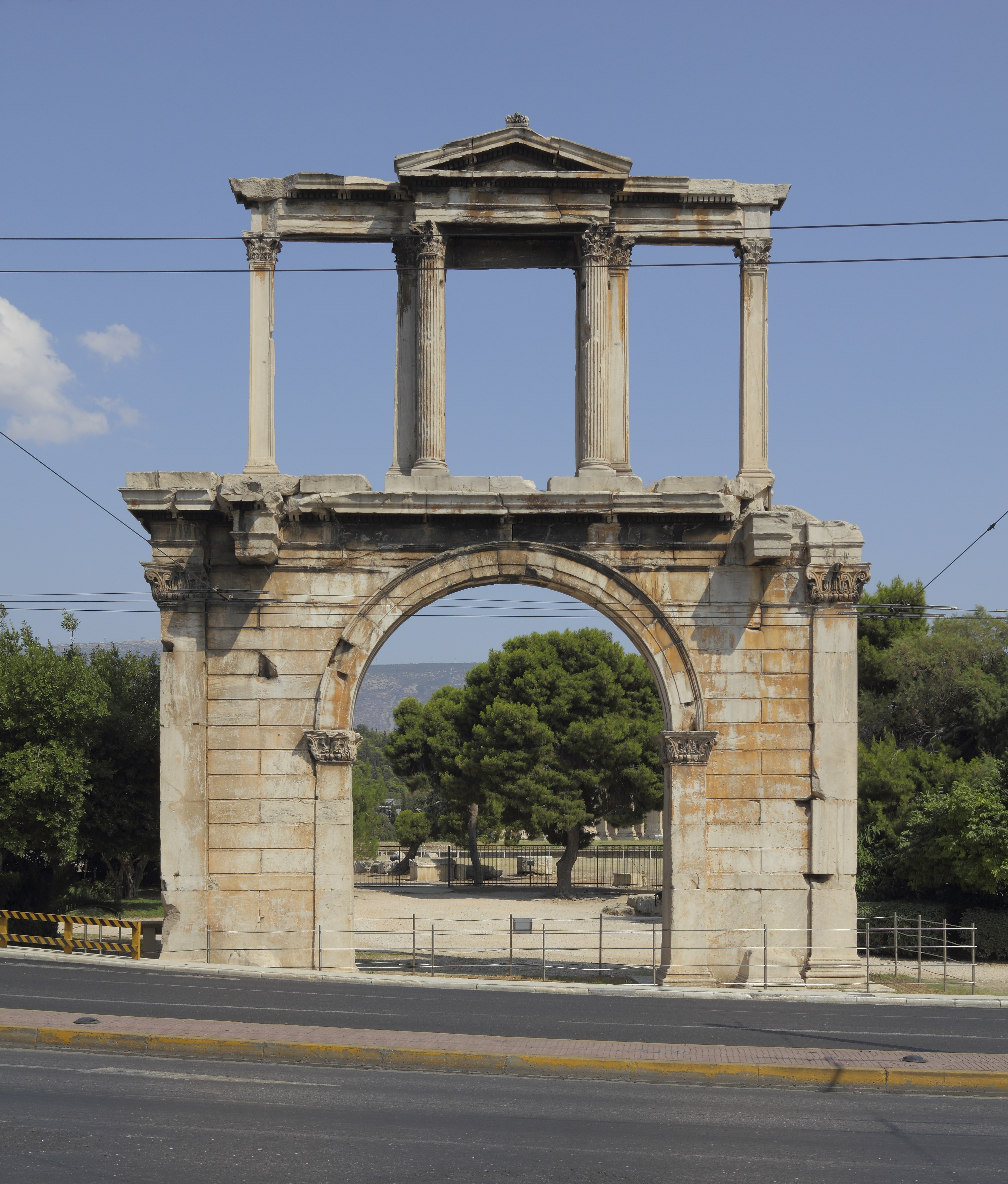
Hadrianus didalíve Athénben

Hadrianus i. sz. 76. január 24-én született Italica városában, Hispania Baetica provinciában (a mai dél-spanyolországi Santiponce, Sevilla mellett). Szülővárosát itáliai telepesek alapítottak a második pun háború idején Scipio Africanus kezdeményezésére. Az Aelia gens azon ága, amelyből származott, Hadria (ma Atri Közép-Olaszországban) városából érkezett Hispániába, innen ered a cognomene. Az egyik római életrajzírója szerint Rómában született, de ezt a nézetet csak a történészek kisebbsége vallja.
Apja a szintén italicai születésű Publius Aelius Hadrianus Afer volt, tekintélyes szenátor, aki praetori hivatalt is viselt. Anyja, Domitia Paulina neves gadesi (Cádiz) szenátori családból származott. Volt egy nővére, Aelia Domitia Paulina, akinek a lánya, Iulia Serviana Paulina a barcinói Pedanius Fuscushoz ment feleségül, aki viszont Hadrianus consultársa volt 118-ban. Hadrianus dajkája egy Germana nevű (valószínűleg germán születésű) rabszolganő volt, akihez egész életében szoros érzelmi szálak fűzték. Dajkája (akit később felszabadított) végül túlélte őt, amint arról a Tivoli-beli Hadrianus-villában található temetési felirata tanúskodik. Szenátori rangú apja ideje nagy részét Rómában töltötte. Későbbi pályafutása szempontjából legfontosabb rokoni kapcsolata apjának unokatestvére, a szintén italicai Marcus Ulpius Traianus volt, a későbbi császár.
86-ban, tíz éves korában Hadrianus szülei meghaltak. Ő és a nővére Traianus és Publius Acilius Attianus gyámsága alá került. Hadrianus szerette a testgyakorlást és a vadászatot. Tizennégy éves korában Traianus Rómába hívta hogy ott arisztrokratának megfelelő nevelésben részesüljön. Szerette a görög irodalmat, ezért társai graeculusnak (kis görög) csúfolták.

## Állami szolgálata

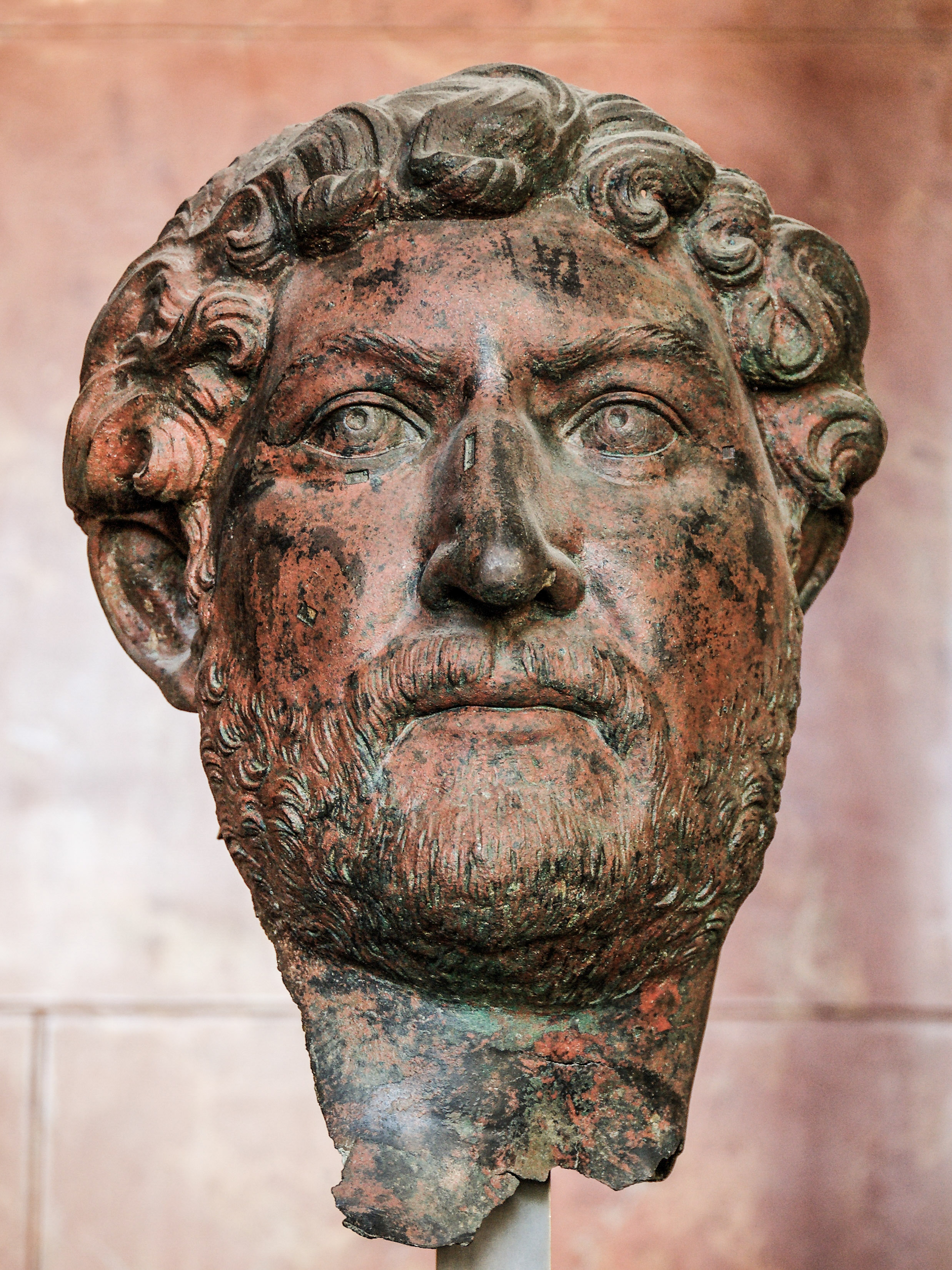
Hadrianus bronzportréja (Louvre)

Az állam szolgálatában végzett karrierjét egy alacsonyabb rendű, tíztagú bírói testület (decemviri stlitibus judicandis) tagjaként kezdte, mint ahogyan azt a politikai pálya esetén a cursus honorum előírta. Utána katonai tribunusként szolgált, előbb 95-ben a Legio II Adiutrixnél, majd a Legio V Macedonicánál. Ekkor történt, hogy az idős és beteges Nerva császár örökösévé fogadta Traianust és Hadrianusra (vagy valószínűleg rajta kívül még néhány más hírvivőre) bízták, hogy megvigye a jó hírt volt gyámapjának. Ezt követően a Legio XXII Primigeniánál volt katonai tribunus. Háromszoros tribunusi szolgálata némi előnyt jelenthetett számára a magasabb posztok elnyerésében; a legtöbb szenátorcsemete csak egy, legfeljebb két alkalommal volt tribunus, amennyiszer feltétlenül szükséges volt szolgálatot teljesítenie karrierje következő lépcsőfokához. 98-ban Nerva meghalt és Hadrianus sietett megvinni Traianusnak a hírt, még mielőtt a hivatalos levél (amelyet Hadrianus sógora és riválisa, Lucius Iulius Ursus Servianus küldött) odaért volna.
101-ben Hadrianus visszatért Rómába. Quaestorrá választották, aztán ő volt a császár és a szenátor közötti "összekötő tiszt" (quaestor imperatoris Traiani). Szükség esetén ő olvasta fel a császár közleményeit és beszédeit; utóbbiakat részben ő maga írhatta Traianus nevében. A szövegírói szerepet az akkoriban elhunyt Licinius Surától, Traianus barátjától és befolyásos támogatójától örökölte. Ezután a szenátus nyilvántartását vezette (ab actis senatus). A első dák háborúban Traianus udvarának tagjaként elkísérte őt a hadjáratra, de 102-ben néptribunussá választották és visszatért Rómába. A háború után, 102-ben vagy 104-ben praetori hivatalt viselt. A második dák háborúban szintén Traianus közvetlen környezetében maradt, majd legatusként rábízták a Legio I Minerviát, aztán pedig 107-ben Pannonia Inferior kormányzását azzal, hogy "tartsa vissza a szarmatákat". 107/108-ban visszaverte a jazigok támadását, ami a mai Bánát és Olténia térségére irányult.
Az immár harmincas éveinek közepén járó Hadrianus ezután Görögországba utazott, ahol athéni polgárjogot kapott és 112-re kinevezték a város arkhónjává. Az athéniak Dionüszosz templomában felállították a szobrát, melynek feliratában részletezték addigi hivatali szolgálatát. Ezután Traianus 115-ben indított pártus háborújáig nincs róla hír. Lehet hogy Görögországban maradt, míg a hadjáratba induló császár magához nem szólította. Mikor 117-ben Syria helytartóját Daciába küldték, Hadrianust nevezték ki a helyére. A hadjárat során Trainaus súlyosan megbetegedett és hajóval visszaindult Rómába, míg Hadrianus hátramaradt, a keleti légiók de facto parancsnokaként. A császár útközben a szicíliai Selinus kikötővárosában meghalt.

### Viszonya Traianusszal és családjával
Hadrianus quaestorsága idején, 100-ban vagy 101-ben feleségül vette Traianus unokahúgának 17-18 éves lányát, Vibia Sabinát. A házasságot valószínűleg Traianus felesége, Pompeia Plotina szorgalmazta; maga a császár kevésbé volt lelkes, és mint kiderült neki volt igaza, mert a házaspár viszonya botrányosan rossz lett. Plotina kedvelte Hadrianust, érdeklődésük is hasonló volt, pl. mindketten rajongtak a görög kultúráért. Támogatásának megvoltak az önös érdekei is; ha a gyermektelen Traianust Hadrianus követi a trónon, akkor Plotina és családja megtarthatta volna politikai befolyását, és nem járt volna úgy, mint pl. Domitianus felesége, a még élő, de teljességgel elfelejtett Domitia Longina. Hadrianus számíthatott anyósa, Salonia Matidia (Traianus szeretett nővérének, Ulpia Marcianának a lánya) támogatására is. Mikor Ulpia Marciana 112-ben meghalt, Traianus istennővé avatta és Salonia Matidia augustai (császárnői) címet kapott. Ezzel Hadrianus lett az első szenátor a római történelemben, akinek császárnő volt az anyósa.

Traianus mellszobra(Musée Saint-Raymond, Toulouse)

Traianusszal való személyes kapcsolata eléggé problémás és bonyolult volt. Hadrianus igyekezett a császár kedvében járni, befolyást szerezni döntéseire, ezért kapcsolatot tartott fenn annak fiúszeretőivel. Nem sikerült egyértelmű kegyencstátuszt kivívnia, például Traianus uralkodása alatt soha nem kapott valódi consuli hivatalt, csak egy helyettes consuli (consul suffectus) címmel kellett beérnie 108-ban. Ezzel természetesen még mindig benne maradt az arisztokrácia felső rétegében, de nem emelkedett fölébük, mint egy kijelölt trónörököstől elvárható lett volna. Ha Traianus úgy akarta volna, patriciusi rangot adományozhatott volna neki, amivel előzetes tribunusi szolgálat nélkül is consul lehetett; de ehelyett csak az előírtnál egy-két évvel fiatalabban kapta meg a néptribunusi hivatalt és akkor is el kellett hagynia a dákokkal hadakozó császár oldalát és vissza kellett térnie Rómába. Másrészt Traianus fenntartotta a lehetőségét, hogy Hadrianus legyen az örököse, például neki ajándékozta azt a gyémántgyűrűt, amit ő még Nervától kapott (korábban Augustus adományozott gyűrűt kijelölt örökösének, Agrippának) és ha óvatosan is, de rábízott fontos politikai posztokat, mint Pannonia kormányzósága.

### A trónörökös
Traianus óvatosságának az állhatott a hátterében hogy nem akarta elsietni örökösének megnevezését. Ha feltűnően nem jelöl meg senkit, az a potenciális jelöltek kaotikus vetélkedéséhez, a császár váratlan halála esetén polgárháborúhoz is vezethet. Másrészt ha túl korán nyilvánvaló, hogy ki az utód, az az uralkodó háttérbe szorulásával járhat. A haldokló Traianus hivatalosan is örökbe fogadhatta volna Hadrianust, ehhez elég lett volna ha tanúk előtt kinyilvánítja az ezirányú döntését. Amikor azonban az örökbefogadási dokumentumot bemutatták a szenátusban, kiderült hogy azt nem Traianus írta alá, hanem Plotina és a császár halála utáni napra datálták. További szabálytalanságot jelentett, hogy Hadrianus még Syriában tartózkodott, ugyanis a törvény szerint az örökbefogadásnál mindkét félnek jelen kellett lennie. Rosszindulatú pletykák kaptak szárnyra az örökbefogadás körülményeit illetően, amiket Traianus fiatal szolgájának, Phaedimusnak váratlan halála csak tovább szított. A korabeli történetírók megosztottak Hadrianus örökösödésének törvényességét illetően: Cassius Dio szerint csalás történt, míg a Historia Augusta írója legitimnek tekinti azt. Trónra lépését követően Hadrianus kibocsátott egy aureust (aranypénzt), melynek felirata a hivatalos álláspontot tükrözte: HADRIANO TRAIANO CAESARI (Hadrianus, Traianus caesarja (trónörököse).

## Uralkodása

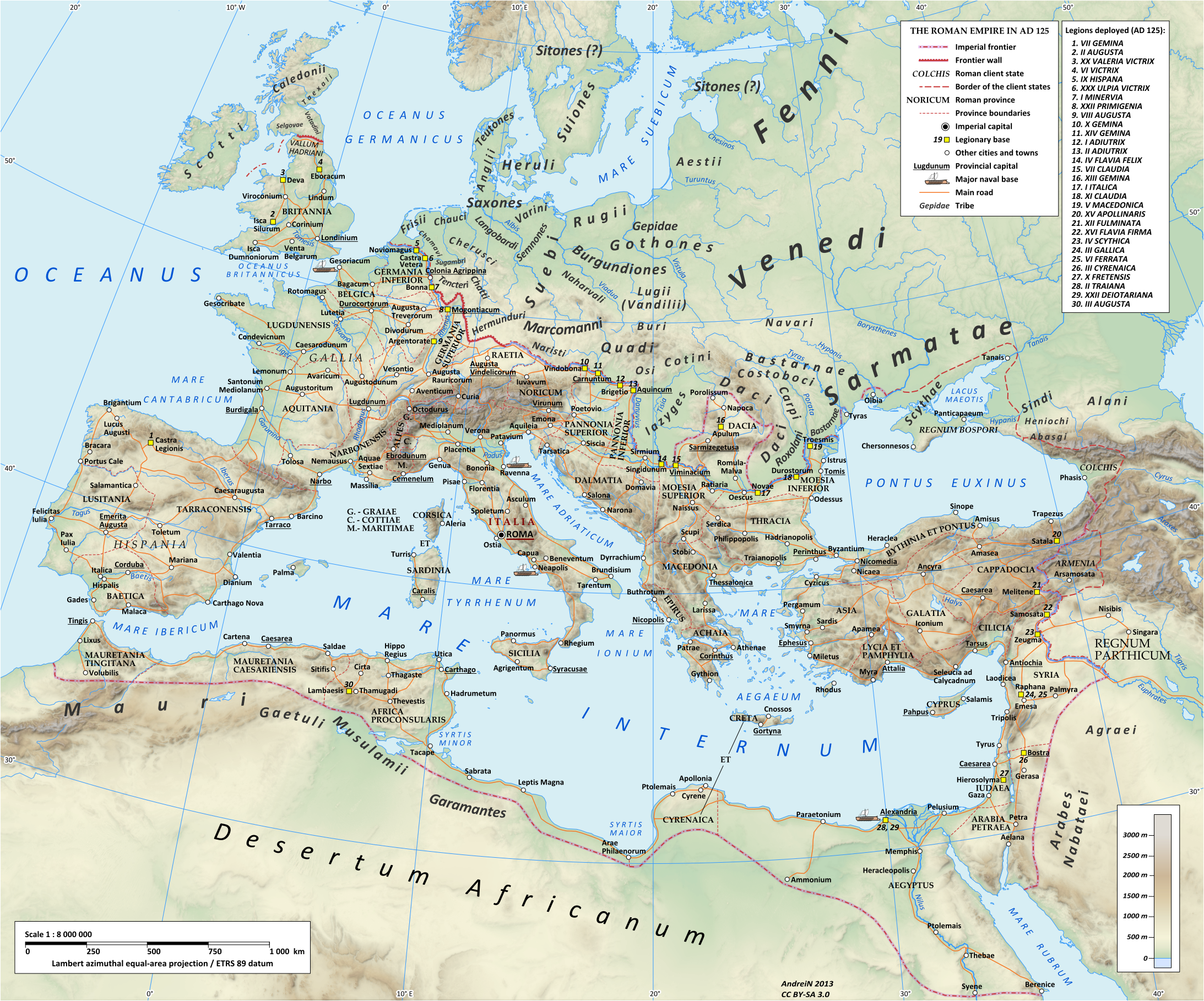
A Római Birodalom 125-ben, Hadrianus idején

Miután a légiók is császárrá kiáltották ki, Hadrianus magyarázkodó levelet írt a szenátusnak, melyben trónra lépését már kész tényként kezelte (a Historia Augusta szerint: "a csapatok nem helyénvaló sietsége, amellyel császárrá kiáltották ki, abból a meggyőződésből fakadt, hogy az állam nem lehet császár nélkül". Az új császár a szokásos módon pénzt osztott a katonáknak és aztán a szenátus is megerősítette a döntést. Trónra lépése alkalmából számos ünnepséget rendeztek, és Hadrianus istenné nyilváníttatta elődjét, Traianust.
Hadrianus egy ideig még keleten maradt, leverte a zsidók felkelését és felmentette Júdea kormányzóját, Lusius Quietust, aki Traianus barátja és megbecsült hadvezére volt. Ezután a nyugtalan dunai határra utazott, hogy kezelje az ottani helyzetet. Eközben Rómában Attianus testőrparancsnok (Hadrianus volt gyámja) bejelentette, hogy leleplezett egy, a császár személye ellen irányuló összeesküvést, melyben Lusius Quietus és három másik magasrangú szenátor, Lucius Publilius Celsus, Aulus Cornelius Palma Frontonianus és Caius Avidius Nigrinus vett részt. Négyüket távollétükben titokban elítélték, elfogták és kivégezték. Hadrianus azt állította, hogy Attianus maga kezdeményezte az eljárást és bár bőségesen megjutalmazta (szenátori rangot és consuli jelvényeket adományozott neki), 119/120-ban leváltotta a pozíciójáról. A szenátust biztosította arról, hogy ezentúl tiszteletben fogja tartani ősi jogát arra, hogy maga bíráskodhasson a tagjai fölött.
A négy szenátor Traianus belső baráti köréhez tartozott, tapasztalt államférfiak vagy hadvezérek voltak, akik Hadrianus riválisai lehettek vagy legalábbis ellenezték hogy felhagyjon Traianus terjeszkedési politikájával. Aulus Cornelius Palma (Arábia korábbi meghódítója) és Lucius Publilius Celsus (kétszeres consul) állítólag Hadrianus személyes ellenfelei voltak, korábban többször is felszólaltak ellene. A szintén a legmagasabb szenátori körökhöz tartozó, művelt és befolyásos Caius Avidius Nigrinus (consul 110-ben, Dacia kormányzója) az egyik alternatívát jelentette Traianus utódlásában. A Historia Augusta szerint maga Hadrianus is azt tervezte hogy kinevezi örökösévé, de aztán inkább eltette láb alól.

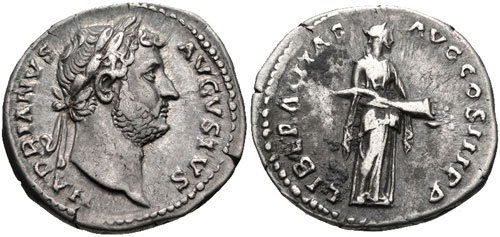
Hadrianus 119-ben, harmadik consulsága alkalmából kiadott denariusa (felirata: HADRIANVS AVGVSTVS / LIBERALITAS AVG. CO[N]S III, P. P.)

125-ben közeli barátját, Quintus Marcius Turbót nevezte ki testőrsége parancsnokává (praefectus praetorio), aki a lovagi rend egyik vezető alakja, tapasztalt bíró volt és procuratori tisztséget viselt. Megpróbálta jóvátenni Attianus önkényes eljárását (akár ő adott parancsot a kivégzésekre, akár nem) és kiengesztelni a szenátust. Megtiltotta, hogy lovagok bíráskodjanak szenátorok felett, a szenátust a legfőbb fellebbviteli fórummá tette és döntései ellen még a császárhoz sem lehetett fellebbezni. Erőfeszítései azonban nem jártak sikerrel, viszonya a szenátussal egész uralkodása alatt feszült maradt. Egyes források szerint a "titkosrendőrség", a frumentariusok segítségével titokban információkat gyűjtött a szenátorokról és saját barátairól is.

## Utazásai

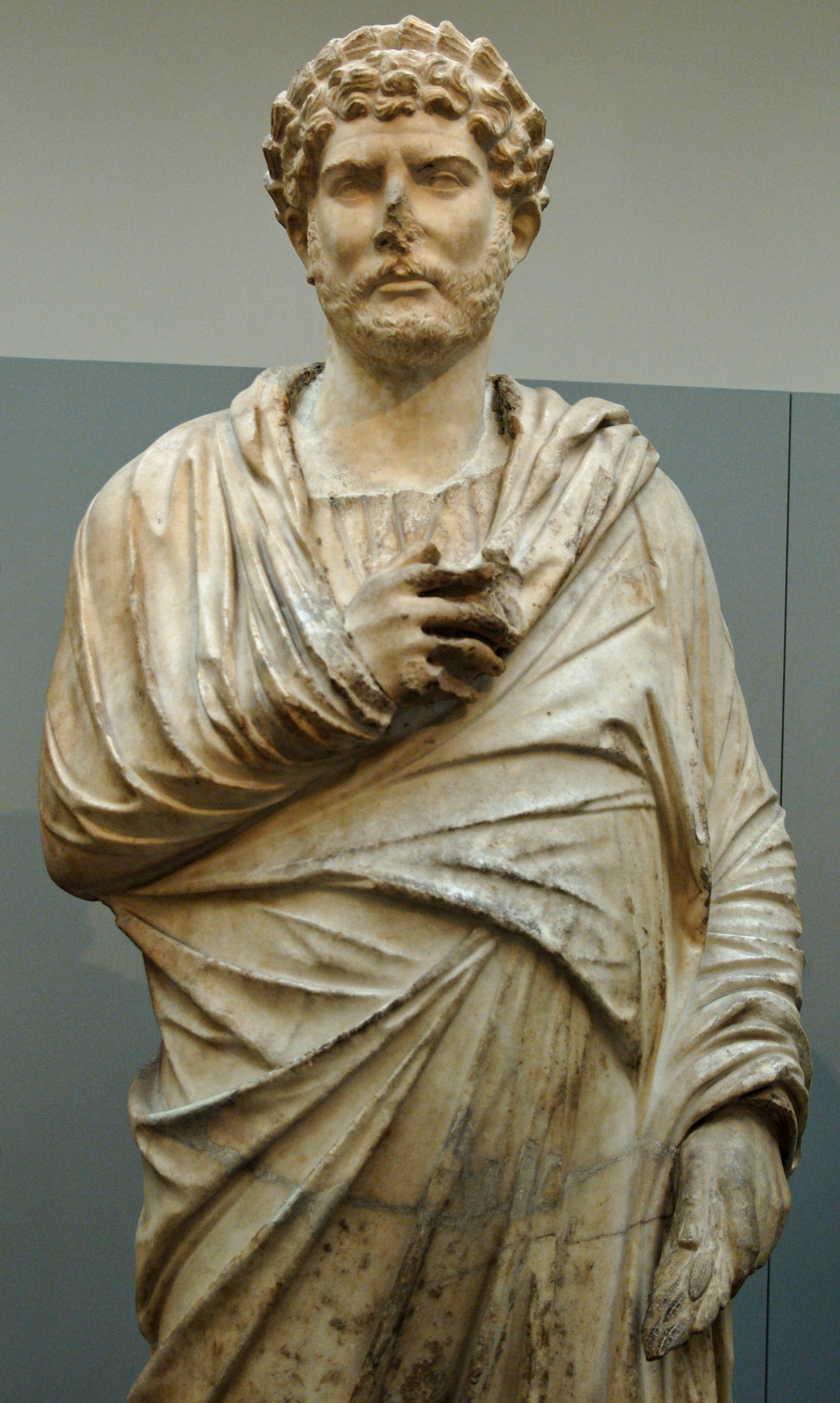
Hadrianus British Museum-ban lévő szobrát a 19. században hamisították a császár feje és egy másik, görög ruhás antik szobor kombinálásával. A történészek hosszú ideig annak bizonyítékaként tekintették a szobrot, hogy Hadrianus mennyire vonzódott a hellén kultúrához

Hadrianus uralkodásának több mint felét Itálián kívül töltötte. Míg az őt megelőző uralkodók többnyire megelégedtek a hivatalnokok jelentéseivel, ő a saját szemével akarta látni a birodalom állapotát. Elődei általában csak akkor hagyták el a fővárost, ha hadjáratra mentek és a háború végeztével visszatértek Rómába. Hadrianus állandó utazgatásaival kinyilvánította, hogy szakítani akar a hagyományokkal és azzal, hogy a birodalomra kizárólag Itália szemszögéből tekintsenek. Be akarta vonni a provinciák népeit egy civilizációs szövetségbe, egy római felügyelet alatti hellén kultúrába. A római coloniák telepítése helyett inkább a provinciák helyi municipiumait, félautonóm városi közösségeit támogatta.
Ez a kozmopolita, ökumenikus szemléletmód érhető tetten uralkodása kései szakaszában kiadott pénzein, ahol a császár "felemeli" a megszemélyesített provinciákat. Ahogyan Aelius Aristides írta róla később: "védő kezet nyújtott alattvalói fölé, felemelve őket, ahogyan az elesett embereket segítik talpra". A római konzervatívok mindezt rossz szemmel nézték. Mint ahogyan korábban Nerót is kritizálták azért, mert sok időt töltött Görögországban, elköteleződött a hellén kultúra felé, Hadrianust is "egy kicsit túl görögnek", túl kozmopolitának tartották Rómában.

### Britannia és a nyugati provinciák (122)

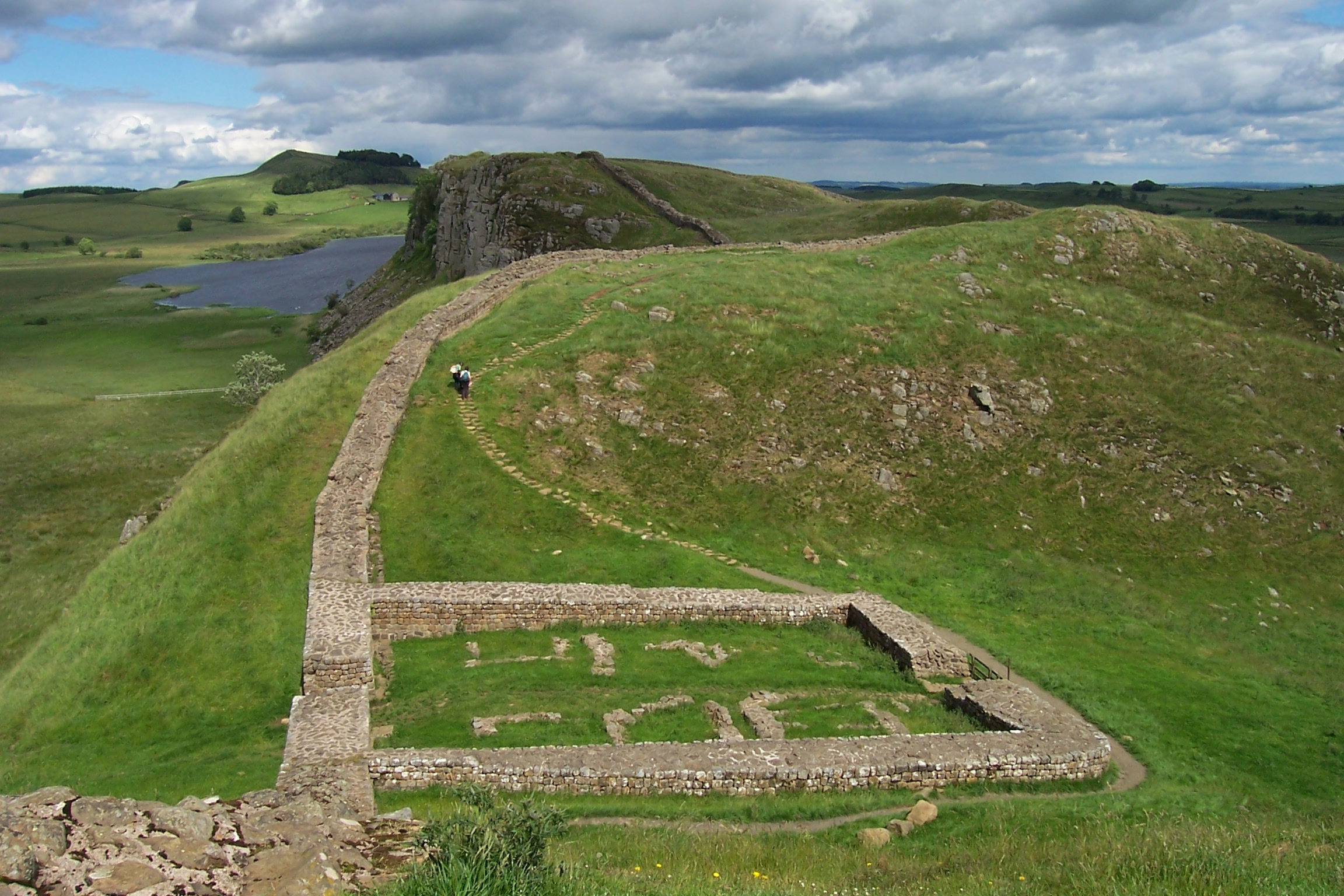
Hadrianus fala Észak-Angliában

Hadrianus érkezése előtt, 119-121-ben egy kiterjedt felkelés zajlott le Britanniában. Feliratok, numizmatikai adatok bizonyítják, hogy jelentős csapatmozgásokra került sor, többek között egy 3 ezer fős különítmény érkezett a provinciába, melyben Quintus Pompeius Falcónak kellett helyreállítania a rendet. A neves kortárs szónok, Marcus Cornelius Fronto is britanniai katonai veszteségekről ír ebben az időszakban. Hadrianus 122-ben bejelentette egy fal építését, "hogy elválassza a rómaiakat a barbároktól". A későbbi feltételezések ellenére egyáltalán nem biztos, hogy a falat a barbárok jelentette konkrét fenyegetés miatt húzták fel. Hadrianus egyébként is leállította a Birodalom területi terjeszkedését és a fal mellett kevesebb katona is elegendő volt a barbárok szórványos fosztogató támadásainak feltartóztatására; emellett jobban ellenőrizhetővé tette a kereskedelmet és a migrációt. Látogatása idején Eboracumban (York) szentélyt emeltek és pénzt vertek Britannia istennő, a megszemélyesített provincia tiszteletére. 122 végén Hadrianus elhagyta a szigetet és soha nem látta a nevét viselő falat.
Ezután Dél-Gallián át folytatta útját. Nemaususban (Nîmes) talán maga felügyelte a pártfogója, Plotina (aki akkoriban halt meg és Hadrianus kérésere a szenátus istennővé nyilvánította) tiszteletére emelt basilica építését. Nagyjából ekkor történt, hogy a császár elbocsátotta titkárát, Suetoniust, mert "túlságosan bizalmas" kapcsolatba került a feleségével. Hasonlóan járt testőrparancsnoka, Caius Septicius Clarus is, aki közvetlenebb kapcsolatot ápolt Vibia Sabinával, "mint azt az udvari etikett megkívánta". 122/123 telét Hadrianus a hispániai Tarracóban töltötte, ahol felújíttatta Augustus templomát.

### Észak-Afrika, Parthia (123)
A következő év, 123 elején a császár átkelt az észak-afrikai Mauretaniába, ahol személyesen vezetett egy kisebb katonai expedíciót a lázadó maurik ellen. Ekkor azonban megkapta a hírt, hogy a pártusok háborúra készülődnek és a látogatást félbeszakítva sietve keletnek indult. Útközben megállt Cyreneben (a mai Líbiában) ahol pénzzel támogatta a jómódú családok gyerekeinek katonai képzését. Hadrianus korábban (119-ben) segítette Cyrene középületeinek felújítását, amelyek megrongálódtak a zsidók felkelése során. Az újjáépítés évekig, Hadrianus uralkodásának végéig elhúzódott; 138-ban egy Zeusz-szobrot állítottak a városban, melynek feliratán Cyrene "megmentőjeként és megalapítójaként" tisztelegnek a császár előtt.

### Anatólia (123–124)
Hadrianus az Eufráteszhez érve személyesen találkozott I. Khoszroész pártus királlyal és rendezte országaik viszonyát. Ezután ellenőrizte a határerődítményeket, majd a Fekete-tenger partja mentén visszaindult nyugatra. Valószínűleg Bithynia székhelyén, Nicomediában telelt. A várost nem sokkal ezelőtt földrengés sújtotta és a császár támogatást biztosított az újjáépítéshez.

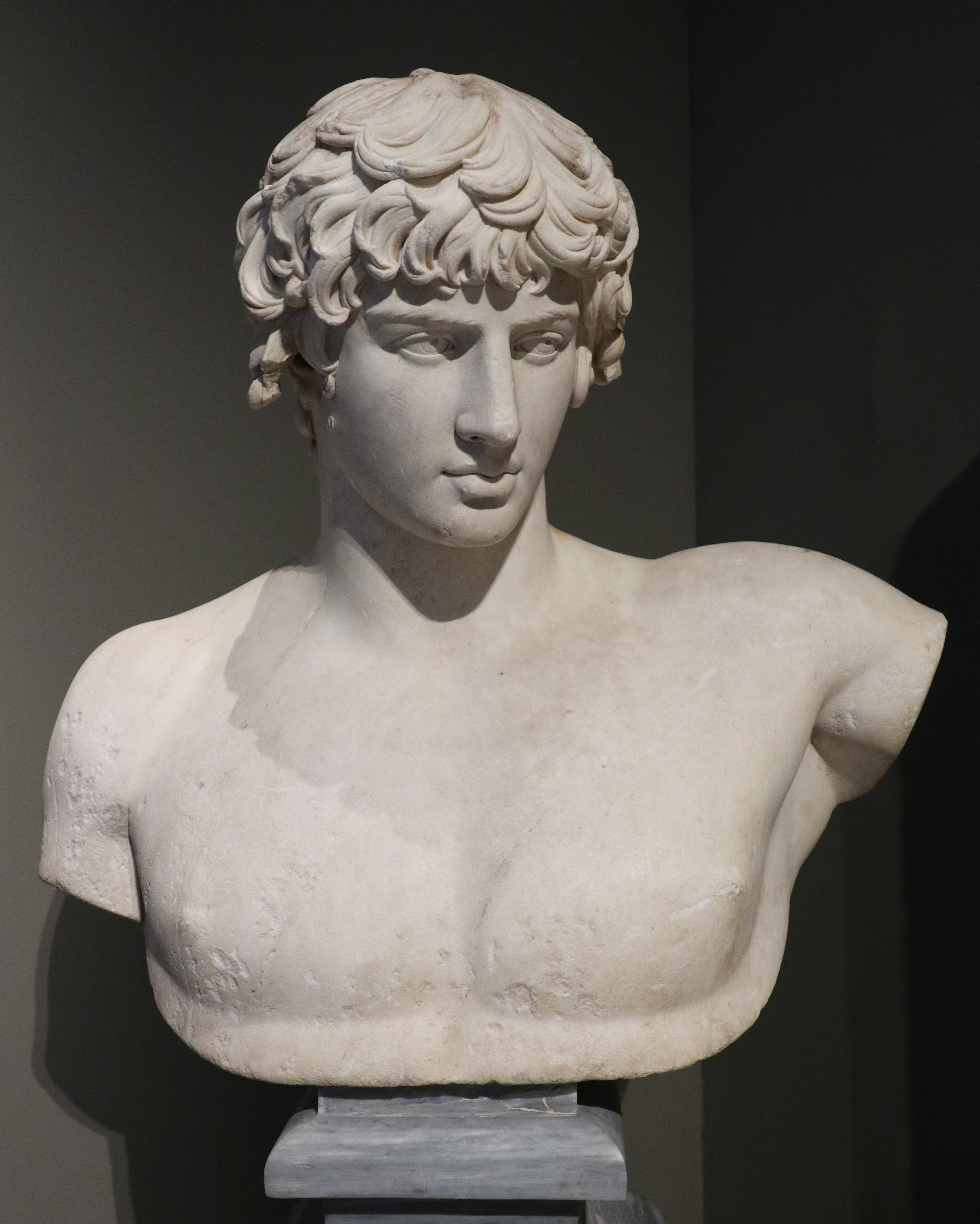
Antinous mellszobra (Nemzeti Régészeti Múzeum, Athén)

Talán ekkor, Claudiopolisban találkozott az alacsony származású, de igen szép Antinous-szal, akibe a császár beleszeretett. Megismerkedésük ideje és helye nem ismert pontosan, más elképzelések szerint az udvarban nevelkedett és fokozatosan vált az uralkodó kegyencévé. Hadrianus – Antinous-szal vagy nélküle – folytatta kis-ázsiai utazását. A helyi hagyományok szerint számos várost meglátogatott és Mysiában egy vadkanvadászat után alapított is egyet, Hadrianuthereaet (ma Balıkesir). Ekkoriban kezdték el küzikoszi Zeusz-templom befejezésének munkálatait is (az épületet még Pergamon királyai kezdték el építeni) és a templomban felállítottak Hadrianus hatalmas szobrát. Küzikoszban, Pergamonban, Szmirnában, Epheszoszban és Szardeiszben megalapították a császárkultusz helyi központjait.

### Görögország (124–125)
Hadrianus 124 őszén érkezett Görögországba, ahol részt vett az eleusziszi misztériumokon. Athénban (ahol korábban megkapta a polgárjogot és arkhón is volt egy ideig) a polgárok kérésére felülvizsgálta az alkotmányukat és többek között alapított egy új phülét, amelyet róla neveztek el. Óvakodott attól, hogy beleavatkozzon az olívatermelők és az olajra kvótát kivetni akaró városi tanács vitájába; ugyanakkor állami támogatást nyújtott Athén gabonaellátásához. Létesített két alapítványt az ünnepségek, játékok és fesztiválok finanszírozására, arra az esetre ha a vagyonos polgárok nem tudják azokat szponzorálni. Két nümphaiont (közkutat) építtetett Athénban; az egyik a Parnosz-hegyről kapta a vizet egy igen bonyolult vezetékrendszeren keresztül, melyet éveken át építettek. Rendezte Argosz vízellátását is, amely már olyan régóta küzdött súlyos vízhiánnyal, hogy a "szomjas Argosz" kifejezés Homérosz eposzaiban is előfordul.

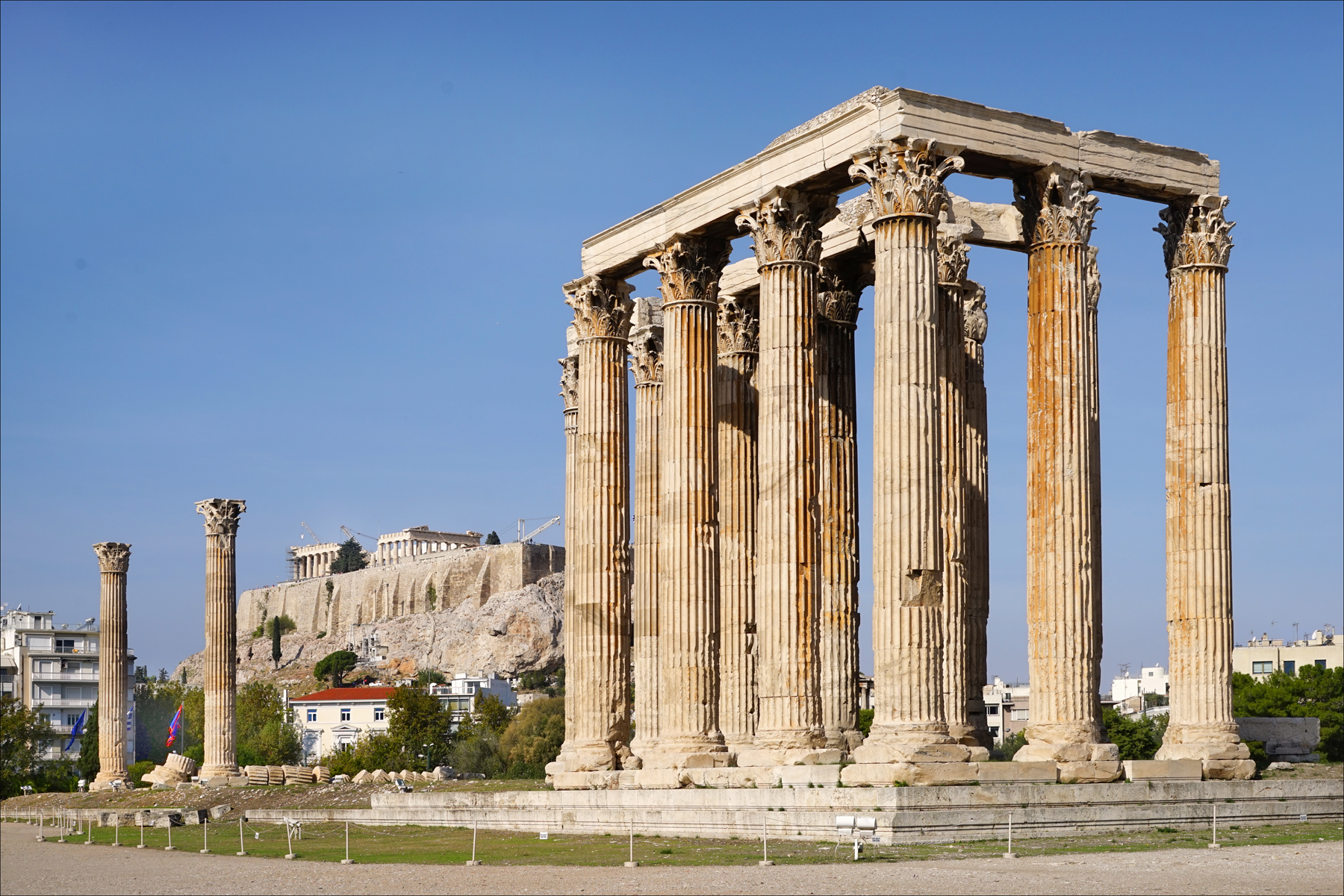
Az athéni Olümpiai Zeusz temploma Hadrianus idejében, 131-ben készült el.

124-125 telén a császár bejárta a Peloponnészoszt, bár pontos útvonala nem ismert. Biztosan járt Epidauroszban, ahol templomokat építtetett és polgárai hálából felállították a császár – meztelen – szobrát. Különös nagylelkűséget mutat Mantineia irányában, ahol helyreállíttatta Poszeidón Hippiosz templomát és a város visszakapta régi nevét is (III. Antigonosz makedón király Antigoneiára keresztelte át). Ennek oka az lehet, hogy a bithyniai Antinous ekkor már a szeretője volt és Mantineia számos történelmi, mitológiai, politikai szállal kapcsolódott Bithyniához. A császár restauráltatta Abai és Megara ősi templomait, valamint Argosz Heraionját is.
Bár a görög arisztokrácia hagyományosan ódzkodott attól, hogy részt vegyen a birodalmi politikai életben, Hadrianusnak sikerült rábeszélnie a Spártát vezető Eurycles Herculanust (családja Augustus óta volt vezető pozícióban a városban) és az athéni Herodes Atticust, hogy szenátori rangot kérjenek; ők ketten, az antik idők két leghíresebb rivális városállamainak képviselői, voltak az "ősi Hellász" első képviselői a szenátusban. 125 márciusában Hadrianus hagyományos görög öltözékben elnökölt az athéni Dionüszia ünnepségsorozaton és ígéretet tett, hogy befejezteti az ötszáz éve félkészen álló Olümpiai Zeusz templomát.

### Visszatérés Itáliába és afrikai útja (126–128)
Görögországból Itáliába visszatérőben a császár megállt Szicíliában, itteni újjáépítésit pénzérméken örökíttette meg. Rómában helyreállíttatta a 110-ben leégett Pantheont és bejeztette tiburi villáját. 127 márciusában itáliai körútra indult; útvonalát adományaiból lehet rekonstruálni. Újjáépíttette Cupra szentélyét Cupra Maritimában és kijavíttatta a Fucino-tó lefolyását. Ugyanebben az évben hozott egy kevésbé népszerű döntést is, Itáliát (Róma városának kivételével) négy régióra osztotta fel, amelyeket consuli rangú császári legátusok irányítottak. Az itáliai ügyek így kikerültek a központi római bíróságok hatásköréből és Itáliát gyakorlatilag provinciák csoportjává fokozta le, amit a szenátus nem vett jó néven. Újítását nem sokkal halála után vissza is vonták.
Ekkoriban megbetegedett, de valószínűleg nem súlyosan mert 128 tavaszán már észak-afrikai útra indult. Érkezésekor éppen esőzések vetettek véget egy hosszú aszálynak, amit jó ómennek tekintettek. A szokásos újjáépítései mellett megszemlélte a helyi csapatokat is (itt elmondott beszéde fennmaradt). Még ugyanezen a nyáron visszatért Itáliába, de rövidesen ismét újabb, három éves körútra indult.

### Görögország, Ázsia, Egyiptom (128–130); Antinous halála
128 szeptemberében ismét részt vett az eleusziszi misztériumokon. Ismét meglátogatta Athént és Spártát és tervezni kezdett egy görög városszövetséget; eleinte csak a régi amphiktüonia mintájára, majd jóval grandiózusabb léptékben. Ebből lett a Panhellénion, valamennyi görög város tanácsa. A szervezés és a jelentkezések elbírálása sok időt vett igénybe és a császár közben továbbindult Epheszoszba. Lehetséges, hogy eközben Lucius Erastus epheszoszi kereskedő szállította át őt és kíséretét az Égei-tengeren, mert később levelet írt Epheszosz tanácsához, melyben támogatta Erastus jelentkezését a tanácsba és felajánlotta a szükséges díjak kifizetését.
Kis-Ázsiából Egyiptomba utazott tovább, ahová a 130. augusztus 29-ére eső újév előtt érkezett. Itteni tartózkodását azzal kezdte, hogy felújíttatta Pompeius Magnus pelusiumi sírját. Lehetséges, hogy ennek az akciójának politikai üzenete is volt; a Keletet meghódító Pompeius Magnus emlékezetét ápolva megerősítette, hogy a birodalom továbbra is elkötelezett keleti hegemóniájának fenntartásában; azután is hogy Traianus uralkodásának utolsó éveiben lázadásokra került sor.
Hadrianus és Antinous ekkor oroszlánra vadászott a líbiai sivatagban; a görög költő, Pankratész erre az eseményre írt verse a legkorábbi bizonyíték arra, hogy együtt utaztak. Ezt követően azonban, miközben a Níluson hajóztak, Antinous belefulladt a folyóba. Az eset körülményei nem ismertek, lehetett baleset, öngyilkosság, gyilkosság vagy vallási áldozat is. A Historia Augusta így ír róla: Egy nílusi útja során elvesztette kedvencét, Antinoust, és úgy sírt az ifjú után, mint valami asszony. Az esettel kapcsolatban különböző pletykák keringenek; egyesek ugyanis azt állítják, hogy a halálnak szentelte magát Hadrianusért, mások pedig – amit mind szépsége, mind Hadrianus érzéki természete sugall. De akárhogyan is történt, a görögök Hadrianus kérésére istenné nyilvánították őt, és kijelentették, hogy az ő közvetítésével kaptak jóslatokat, de ezeket a közhiedelem szerint maga Hadrianus fogalmazta meg.
130. október 30-án Hadrianus kegyence emlékére megalapította Antinoopolis városát. Ezután folytatta útját fel a Níluson Thébába, ahol november 20-21-én meglátogatta a Memnón-kolosszusokat. Látogatását a kíséretébe tartozó költőnő, Iulia Balbilla örökítette meg négy felirattal a köveken. A császár ezután északnak fordult és december elején ért a Fajjúm-oázisba.

### Görögország és a keleti provinciák (130–132)

Hadrianus diadalíve a jordániai Dzserasban

Egyiptom után Hadrianus útvonala kevéssé ismert. Talán visszatért Rómába, mindenesetre 130-131-ben ismét keletre utazott, hogy megszervezze a Panhelléniont, valamennyi görög város nagy szövetségét, amelynek az athéni Olümpiai Zeusz-templomot szánta központjául. A városok felvételi kérelmei görög eredetükre vonatkozó mitológiai vagy teljesen kitalált állításokat tartalmaztak, amelyekkel ki akarták elégíteni Hadrianus idealizált elképzeléseit a hellénizmusról; valamint kinyilvánították lojalitásukat a birodalom iránt. Hadrianus a görög kultúra és a görög "szabadságok" védelmezőjének tekintette magát, Periklész eszmei örökösének szerepében tetszelgett (Periklész állítólag szintén összehívett egy pánhellén kongresszust, bár erről csak a császárságot tiszteletben tartó Plutarkhosz ír a Párhuzamos életrajzok-ban).
A ránk maradt feliratok tanúsága szerint a gazdagabb, kis-ázsiai görög városok kisebb lelkesedéssel jelentkeztek a Panhellénionba, mert féltékenyek voltak Athénra és általában az európai városokra, melyek előnyt élveztek Hadrianus rendszerében. A császár hellenizmusról alkotott felfogása szűk és szándékosan archaizáló volt; a "görögséget" a klasszikus gyökerek, és nem egy szélesebb, hellenisztikus kultúra szempontjából határozta meg. Néhány, a görögségre kétes igényt tartó városnak – mint például a pamphüliai Szidének – azonban így is sikerült teljes mértékben hellénnek elismertetnie magát.
Az uralkodó a jelentősebb városoknak kitüntető címeket adományozott; palmyrai látogatásakor például a város Hadriana Palmyrára változtathatta a nevét. A helyi arisztokratákat is kitüntette, többek között egy Soados nevű dúsgazdag kereskedőt, aki sokat tett a római-pártus kereskedelem fejlesztéséért.
131-32 telét Athénban töltötte, ahol felszentelte az immár befejezett Olümposzi Zeusz templomát. 132-ben kelet felé vette az irányt, Júdeába.

### A harmadik zsidó háború (132–136)

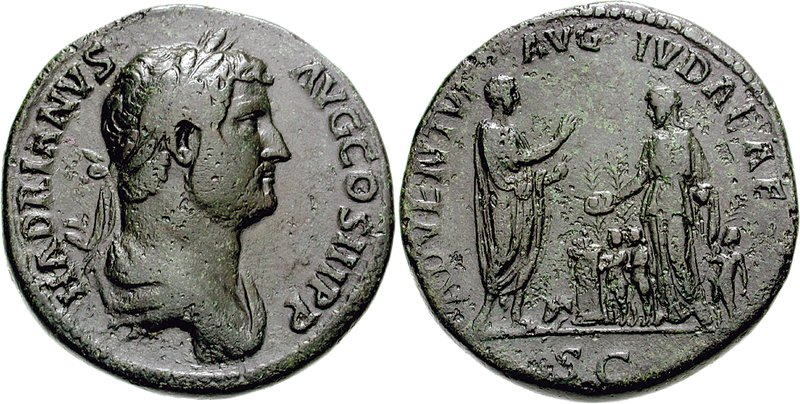
Hadrianus júdeai látogatásának emlékére vert érem

Júdeában a császár ellátogatott Jeruzsálembe, amely még mindig romokban állt a 66-73-as zsidó háború óta. Lehet, hogy tervezte a város római coloniaként való újjáépítését, ahogyan korábban Vespasianus tette Caesarea Maritimával. A nem római lakosságnak nem volt kötelező részt venni a római vallási rítusokban, de elvárták tőlük a birodalmi rend támogatását; valóban voltak is zsidók, akik a 66-os és 132-es felkelések idején a római hadseregben harcoltak. Feltételezések szerint Hadrianus a jeruzsálemi templomot integrálni akarta a tradicionális római kultuszhoz; az efféle asszimiláció régóta bevett gyakorlat volt Görögországban és más provinciákban, és összességében sikeresnek voltak mondhatók. A zsidókkal szomszédos szamaritánusok eddigre már integrálták a hellenisztikus és saját vallási rítusaikat. A szigorúan monoteista zsidó hit azonban ellenállóbbnak bizonyult a császári kérésekkel, majd követelésekkel szemben. 132-ben Simon bar Kohba vezetésével hatalmas Róma- és hellénellenes felkelés tört ki és Tineius Rufus helytartó kénytelen volt külső segítséget kérni a leverésére. Bar Kohba megbüntetett minden zsidót, aki nem volt hajlandó csatlakozni a soraihoz; ezek főleg olyan keresztények voltak, akik nem voltak hajlandók elismerni őt Messiásnak.
A Historia Augusta szerint a felkelésre azért került sor, mert Hadrianus betiltotta a körülmetélést, amit csonkításnak minősített. Egyes mai történészek kétségbe vonják ezt az állítást; egyrészt mert a kétséges megbízhatóságú Historián kívül más forrás nem említi, másrészt a római jog a nemi szervek csonkítása alatt elsősorban a rabszolgák kasztrálását értette. A lázadáshoz a vallási nézeteltéréseken kívül más tényezők is hozzájárulhattak: a szigorú, kulturálisan érzéketlen római közigazgatás; a helyi földnélküli szegények és a földadományokban bőségesen részesülő római telepesek közötti feszültségek; valamint az a zsidó messianisztikus várakozás, amely Jeremiás próféciája alapján arra számított, hogy a Templomot hetven évvel a lerombolása után újjáépítik, ahogyan az Salamon templomával is történt a babiloni rabságot követően.

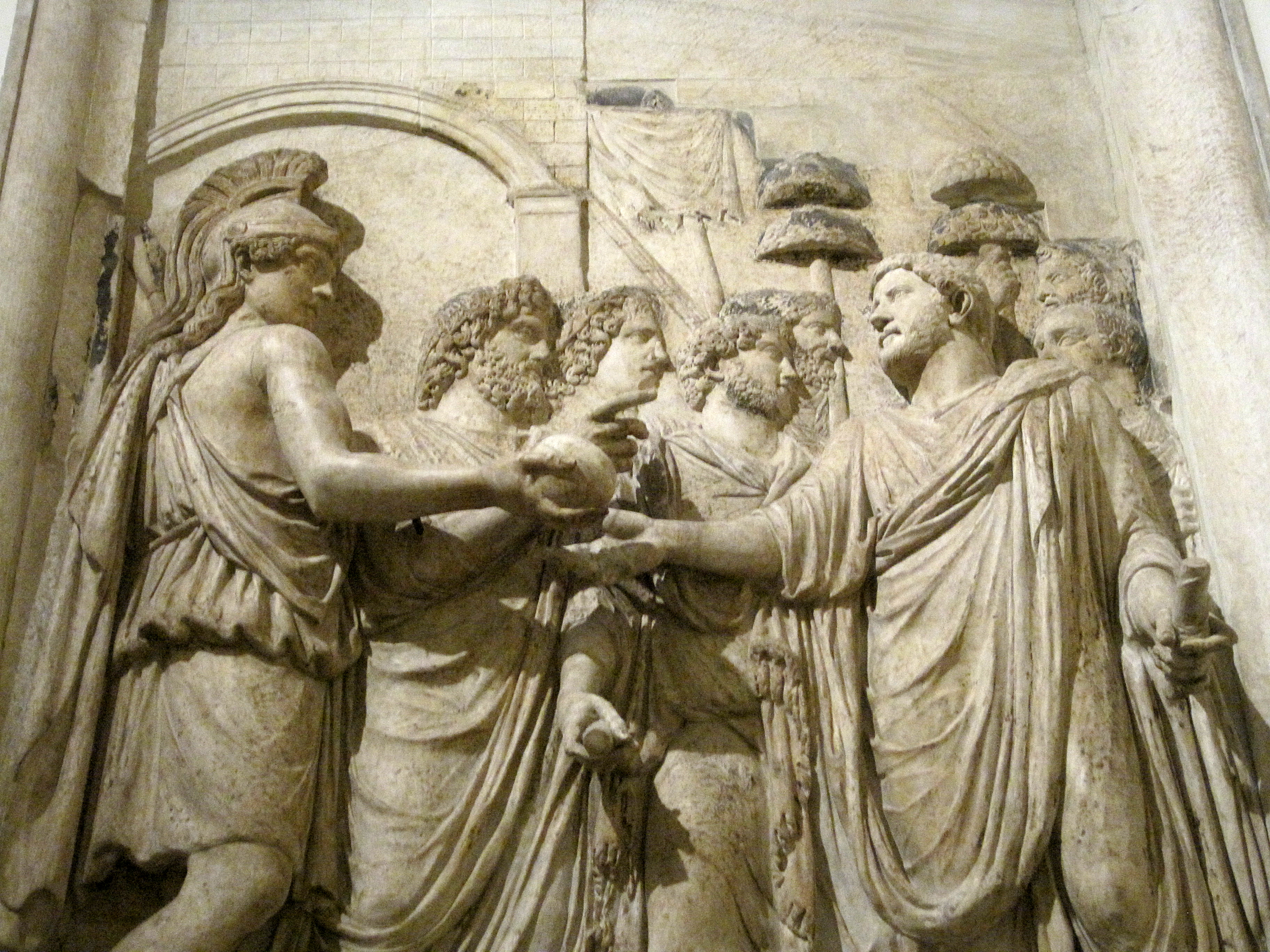
Hadrianus császárt köszönti Roma istennő, valamint a szenátus és a római nép geniusa (2. századi márvány dombormű, Musei Capitolini)

A lázadás valamikor 132 nyarán vagy őszén kezdődhetett (ennél pontosabb adat nem áll rendelkezésünkre). A rómaiakat meglepte a lázadók vadsága és szervezettsége. Hadrianus a Britanniából visszahívott Sextus Iulius Severusra bízta a hadművelet irányítását, aki nagy csapatösszevonásra kényszerült, még a Duna mellől is hoztak katonákat. Veszteségeik nagyok voltak, egy teljes légió (valószínűleg a XXII Deiotariana, amely a feliratok tanúsága szerint Hadrianus uralkodását követően teljesen eltűnik) is elpusztulhatott A császár szenátusnak küldött hadi jelentéséből kikerült az a szokásos üdvözlő formula, amely arra utalt, hogy az uralkodó és légiói is jó egészségnek örvendenek. A felkelést három év alatt, 135-re sikerült leverni, Cassius Dio szerint rendkívül véresen. Állítólag 580 ezer zsidót mészároltak le, 50 erődített várost és 985 falut tettek a földdel egyenlővé. A lakosság nagy részét rabszolgaságba taszították. A pusztítás tényleges mértéke azonban vitatott.
Hadrianus a Júdea nevet is eltörölte, a provinciát átnevezte Syria Palaestinára. Jeruzsálem az Aelia Capitolina nevet kapta és görög stílusban építtette újjá; a munkálatok felügyeletével a császár vejét, Pontusi Aquilát bízták meg. A lojális szamaritánusoknak Hadrianus új templomot építtetett a Garizim-hegyen, amelyet Zeusz Hüpszisztosznak ("legmagasabb Zeusz") szenteltek A felkelés bukása véget vetett a zsidók maradék politikai függetlenségének is.
A feliratok alapján a császár 133-ban maga is hadba vonult a zsidók ellen, majd még abban az évben – valószínűleg Illyricumon keresztül – visszatért Rómába.

## Kései évei

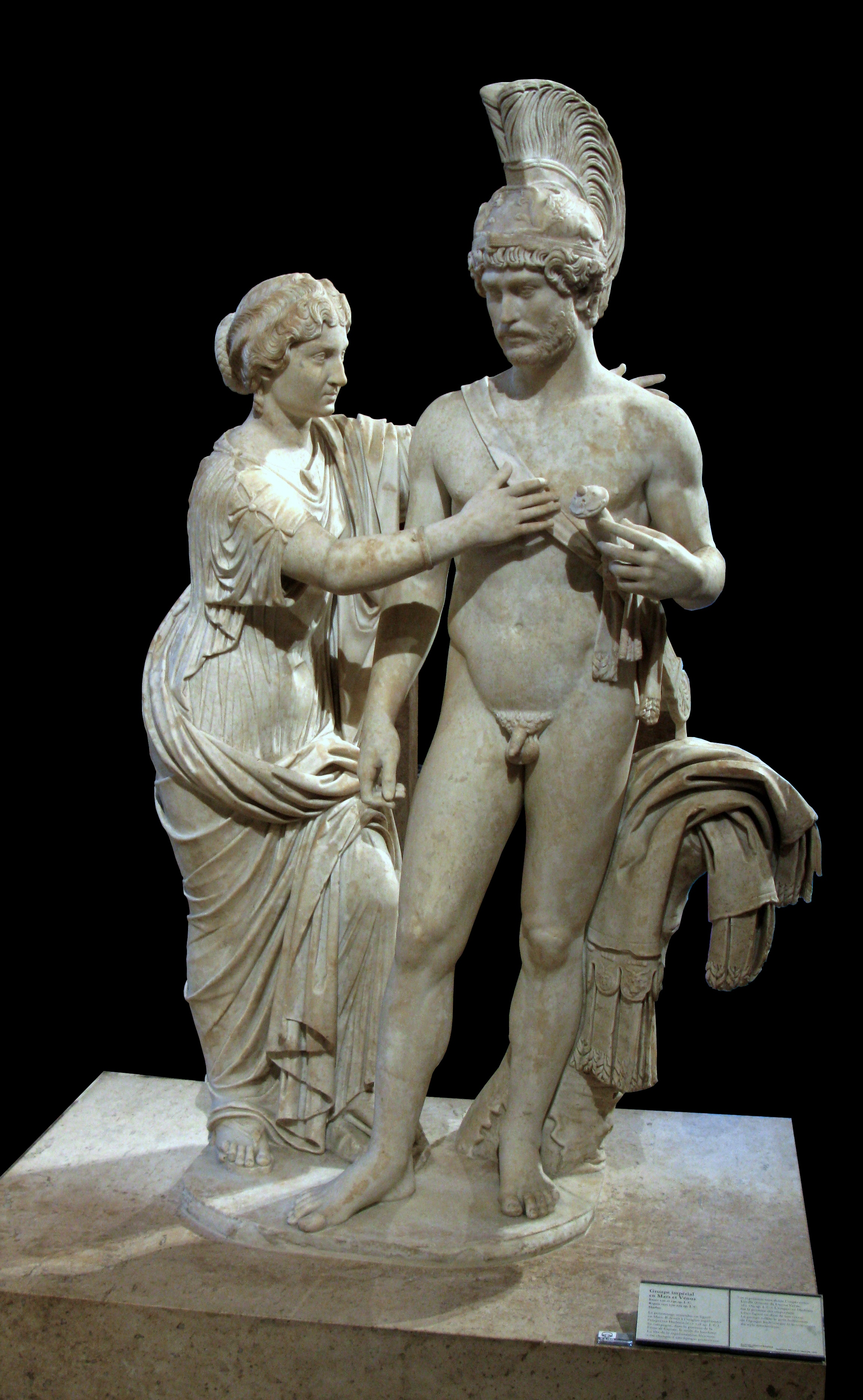
Mars és Venus: a hadisten Hadrianus arcvonásait viseli, az istennőt valószínűleg Annia Lucilla hasonlóságára faragták át (eredetileg kb. i. sz. 120–140, 170–175 körül átalakították)

Hadrianus utolsó éveit Rómában töltötte. 134-ban fogadta a zsidó háború befejezéséért kapott méltatást (bár azt ténylegesen csak egy évvel később zárták le teljesen), de a győzelmi megemlékezéséket és kitüntetéseket igyekezett minimális szinten tartani, mert a háborút a kozmopolita birodalom eszméjének megcsúfolásának tartotta, pedig annak építését életcéljának tekintette.
Felesége, Vibia Sabina 136-ban meghalt. Házasságuk politikai szempontból szükséges, de boldogtalan volt. A császár állítólag kijelentette, hogy ha közember lenne, már rég elvált volna tőle összeférhetetlen és házsártos természete miatt. A közvélemény azt tartotta, hogy ő mérgeztette meg a nejét. A látszat azonban megmaradt: a 128 körül augusta rangra emelt Sabinát a halála után istennővé nyilvánították.

### Örökösödés
Miután házassága gyermektelen maradt, a megromlott egészségű Hadrianusnak foglalkoznia kellett az örökösödés problémájával. 136-ban örökbe fogadta az azévi egyik consult, Lucius Ceionius Commodust (Gaius Avidius Nigrinus, a 118-ban kivégzett egyik szenátor vejét) aki trónörökösként felvette a Lucius Aelius Caesar nevet. Választása meglepő volt, mert Aelius nem annyira vezetői képességeiről, hanem műveltségéről és élvhajhászásáról volt ismert. Egyes mai történészek azt feltételezik, hogy Hadrianus törvénytelen gyereke lehetett; esetleg így akarta kiengesztelni a 118-ban kivégzett szenátorok családját. Aelius megkapta Pannonia Superior és Pannonia Inferior kormányzói tisztét, ahol igen jól teljesített. 137-ben ismét consuli hivatalt viselt, de aztán hirtelen megbetegedett és 138. január 1-én meghalt.
A súlyos beteg Hadrianus ezután Titus Aurelius Fulvus Boionius Arrius Antoninust fogadta örökbe, aki korábban Itália egyik legatusaként és Asia tartomány proconsulaként bizonyította képességeit. Hogy megkapja a szükséges politikai támogatottságot, a császár utasítására Antoninus maga is örökbe fogadta Lucius Ceionius Commodust (Aelius Caesar fiát) és Marcus Annius Verust (a hasonló nevű, igen befolyásos és Hadrianus bizalmát bíró szenátor unokáját). Annius ekkor már jegyben járt Aelius Caesar lányával, Ceionia Fabiával. Antoninus maga is szívesen egyengette Annius Verus (aki egyébként a felesége unokaöccse volt) útját, akinek válása után hozzáadta a lányát, Annia Faustinát. Később Annius Verus Marcus Aurelius néven lépett a császári trónra és saját kezdeményezésére társuralkodóként maga mellé vette Ceionius Commodust (aki a Lucius Verus nevet vette fel).
Hadrianus döntéseit sokan támadták, főleg sógora, Lucius Iulius Ursus Servianus és annak unokája, Cnaeus Pedanius Fuscus Salinator, ugyanis korábban őket tartották legesélyesebbnek a trónra. 137-ben állítólag államcsínyt szerveztek a császár ellen és Hadrianus mindkettőjüket kivégeztette. Servianusról feljegyezték, hogy kivégzése előtt azt kívánta, hogy Hadrianus "vágyjon a halál után, de ne tudjon meghalni". Hosszú, súlyos betegsége során a császár többször is próbált öngyilkos lenni, de ebben mindig megakadályozták.

### Halála

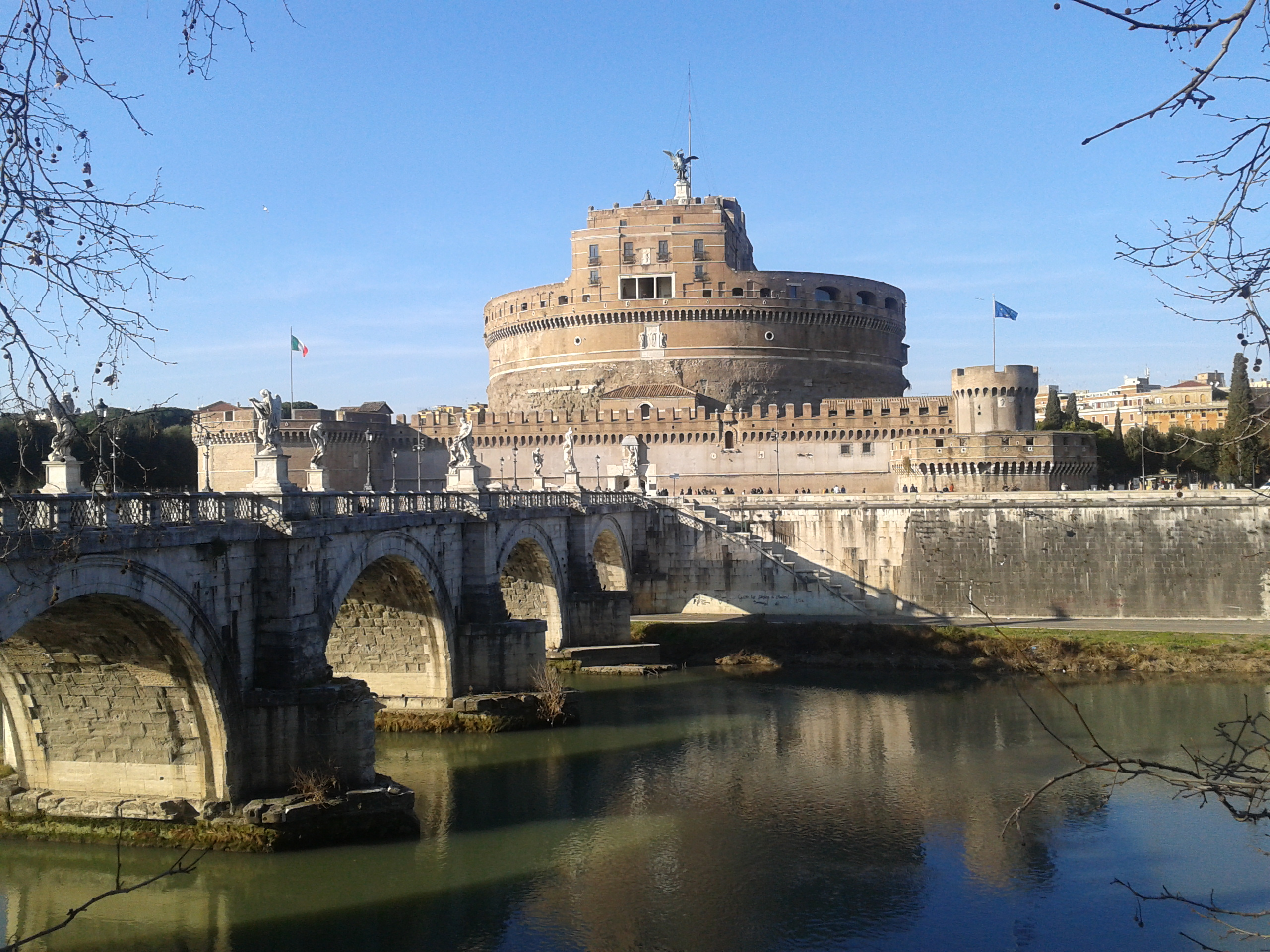
Az Angyalvár, eredetileg Hadrianus és családjának mauzóleuma

Hadrianus 138. július 10-én halt meg baiaei villájában, 62 évesen, 21 évi uralkodás után. Cassius Dio szerint vérzést követő súlyos vízkórságtól (ödémától) szenvedett; egyes mai kutatók a császár kései ábrázolásain koszorúér-betegség jeleit vélik felfedezni.
A Baiae melletti Puteoliban temették el, azon a birtokon, amely egykor Ciceróé volt. Testét hamarosan átvitték Rómába és Domitia kertjeiben temették, el az épülő mauzóleuma mellett. Mikor a mauzóleum 139-ben elkészült, utóda, Antoninus égetéses temetést rendezett a számára, hamvait pedig felesége, Vibia Sabina és első fogadott fia, Lucius Aelius Caesar maradványaival együtt ott helyezték el. A Hadrianusszal rossz viszonyban lévő szenátus vonakodott istenné nyilvánítani őt, de mikor Antoninus lemondással fenyegetőzött, beadták a derekukat. A Mars-mezőn építettek templomot számára, melyet a provinciákat jelképező domborművekkel díszítettek. A szenátus a Pius (kegyes, jámbor) melléknevet adományozta Antoninusnak, amiért minden erejével előremozdította fogadott apja ügyét; ugyanakkor azonban az istenné válást a szokásosnál jóval szerényebben, minimális mértékben örökítették meg emlékérmeken.

## Katonapolitikája

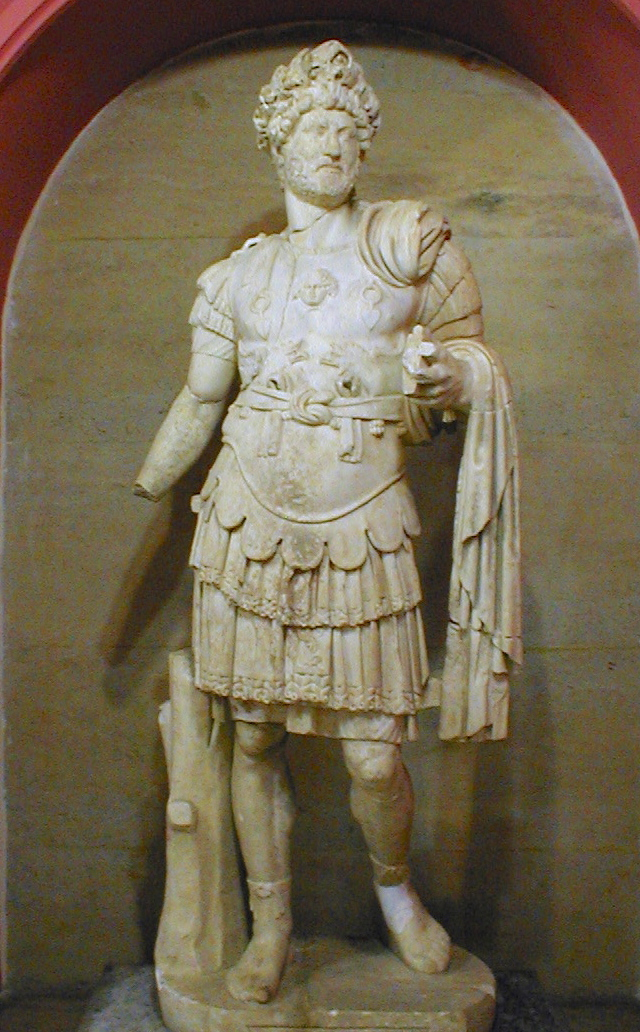
Hadrianus hadvezérként, fején corona civicával

Hadrianus felhagyott elődeinek agresszív, hódító külpolitikájával és a meglevő birodalom belső és külső fenyegetések elleni védelmére, a provinciák fejlesztésére koncentrált. Politikája beleillett abba a tendenciába, hogy a túlterjeszkedett Római Birodalom további területi bővülése Traianus után jelentősen lelassult (bár teljesen nem állt le, még a Severus-dinasztia idejében is történtek hódítások). Bár eközben a birodalom gazdaságilag és társadalmilag stabilabbá vált, a hadsereg tisztjei nehezményezték karrierlehetőségeik elvesztését.
Aurelius Victor 4. századi történetíró még úgy látta, hogy Hadrianus féltékeny volt Traianus dicsőségére (Traiani gloriae invidens), azért adta fel annak mezopotámiai hódításait. Valószínűbb, hogy az expanzionista politika nem volt többé fenntartható; a hadsereg így is két légiót vesztett, a Legio XXII Deiotarianát és a IX Hispanát (amely talán a britanniai lázadásokban semmisült meg). Traianus maga is rájött, hogy Mezopotámia védhetetlen és röviddel halála előtt kivonult onnan, hogy egy bábkirályra bízza a kormányzást. Hadrianus Dacia egyes részeit átadta a szarmata roxolánoknak, akiknek a királya, Rasparaganus római polgárságot, alkirályi státuszt és évi támogatást kapott. Olcsóbbnak bizonyult átadni a baráti barbároknak a daciai síkvidék egy részét, mint erődöket és helyőrségeket, ellátórendszert fenntartani.
Hadrianus visszaállította a mezopotámiai Oszroéné államiságát, amelynek királyát, VII. Abgart Traianus hadvezére űzte el a trónjáról, 123 körül pedig békeszerződést kötött a pártusokkal. Uralkodásának vége felé, 135-ben az alánok támadtak be Cappadociába, de a kormányzó, a történetíró Arrianus kiűzte őket. Arrianus arra gyanakodott, hogy a kaukázusi Ibéria királya együttműködött a barbárokkal, ezért római "tanácsadót" küldött mellé.
A császár nagy jelentőséget tulajdonított a határok megerősítésének. Számos újabb erődöt építtetett, de a legnagyobb ilyen jellegű tevékenysége a Hadrianus-fal felépítése volt Britanniában. Emellett őrtornyok, táborok, erődök épültek a Duna és a Rajna mentén is. A limes erősítése stabilizálta a birodalom belső békéjét és egyúttal békeidőben lefoglalta a hadsereg energiáit is. Hadrianus tisztában volt azzal, hogy a békét csak erő (szükség esetén fenyegetés) felmutatása által őrizheti meg. Pénzein a katonai, harcos témák (mint pl. a disciplina, fegyelem) majdnem olyan gyakran jelennek meg, mint a békések. Cassius Dio dicsérte a császár politikáját, mint a béke zálogát, Fronto viszont azzal vádolta az uralkodót, hogy jobban szeretett hadgyakorlatot tartani és beszédeket mondani, mint ténylegesen hadjáratot vezetni.
Miután Itáliából és a többi romanizált provinciából egyre kevesebb rekruta állt rendelkezésre, Hadrianus egyre több numerust vont be a hadseregbe, olyan helyi, polgárjoggal nem rendelkező alattvalókból álló segédcsapatokat (pl. keleten lovas íjászokat), amelyek harcértéke alacsonyabb volt, de kevesebbe kerültek és mozgékonyságuk alkalmasabbá tette őket a határvédelemre és a fosztogatók, rablók felkutatására. Ugyancsak ő volt az aki először alkalmazott a római hadseregben nehézlovasságot (katafraktokat).

## Jogi és politikai reformok

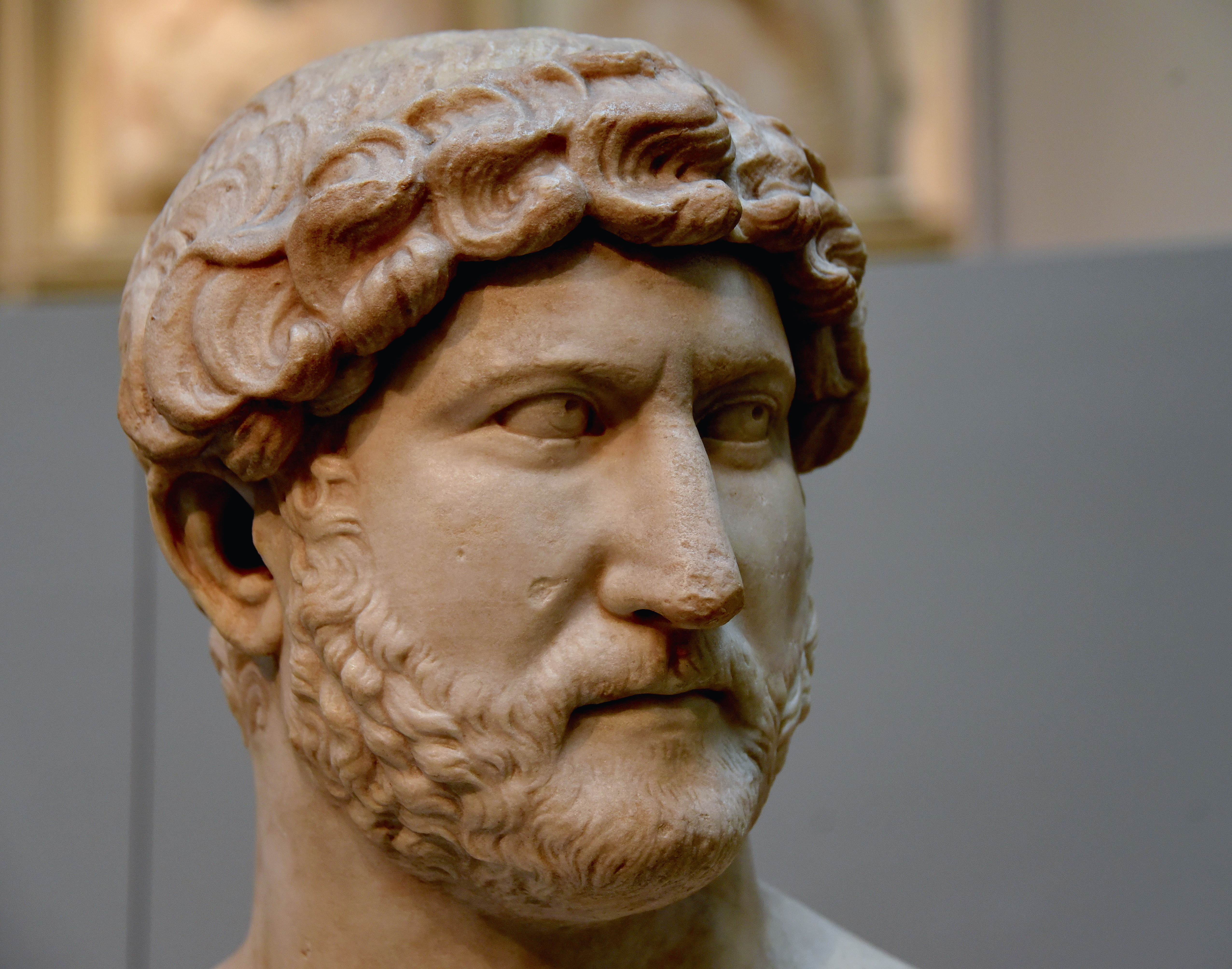
Hadrianus mellszobra (British Museum, London)

Hadrianus Salvius Iulianus neves jogtudóst megbízva a feladattal először kísérelte meg kodifikálni a római jogot. Ez volt az edictum perpetuum (örök érvényű rendelet), amelynek értelmében a praetorok addig évente értelmezett jogi intézkedései rögzített törvénnyé váltak, és a császáron kívül más nem változtathatta vagy interpretálhatta őket. Felelevenítve Domitianus egyik korábbi kezdeményezését a császár jogi tanácsadó testületét, a consilia principist állandó szervezetté alakította, amelynek tagjait fizetett jogászok segítették. Tagjai többnyire a lovagi rendből kerültek ki, szemben a korábbi gyakorlattal, amikor az udvar felszabadított rabszolgái adtak tanácsot az uralkodónak. Mivel szabad emberek voltak, elvben nem függtek annyira az uralkodó személyétől és inkább általában véve a "koronát" szolgálták. Az új testület a hagyományos magisztrátusoktól függetlenül volt hivatott gyakorolni a funkcióit és elvileg nem csökkentette a szenátus jogosultságait, a szenátorok azonban mégis presztízsük aláásásaként tekintettek rá és létrehozása egyáltalán nem javította a császár és a szenátus közötti, amúgy is problémás viszonyt.
Törvényileg szentesítették a leggazdagabb, legbefolyásosabb polgárok (splendidiores personae vagy honestiores) hagyományos szokásjogát arra, hogy kisebb bűncselekmények esetén elegendő legyen bírságot fizetniük. Az alacsonyabb rangú polgárokat (alii "a többiek") ugyanazokért a vétségekért akár a bányákba vagy az építkezésekre is küldhették kényszermunkára. Bár a római polgárok névlegesen egyenlőek voltak a törvény előtt, a gyakorlatban a bírák döntését gyakran befolyásolta a peres felek rangja, vagyona, tekintélye. A szenátusi bíróságok hírhedtek voltak arról, hogy elnézőek voltak a saját rendbelijeikkel és nagyon súlyos büntetéseket szabtak azokra az alacsonyabb osztálybeliekre, akik szenátorok ellen követtek el vétségeket. Hadrianus törvényei alapján a honestiores tagjait a legsúlyosabb, hazaárulási esetekben legfeljebb lefejezhették; a többieket keresztre feszíthették, élve elégethették vagy vadállatok elé vethették az arénában.
Hadrianus egyértelműen meghúzta a határt a két kategória között: a decurionok (a helyi gazdag középosztály tagjai, a lokális közigazgatás vezetői), a katonák, a veteránok és családtagjaik a honestiores csoportjába tartoztak – legalábbis a polgárjog szempontjából –, ez alatt mindenki (a birodalom lakosságának döntő része) pedig humiliores, magas adókötelezettségű és limitált jogú másodrangú polgár maradt. Kortársainak döntő többségéhez hasonlóan ő is természetesnek tartotta a rabszolgaságot, a természet rendjének megfelelőnek, amely szerint a "jobbak" a társadalom tetejére, a "hitványak" az aljára kerülnek. Mikor egyszer a tömeg azt követelte tőle, hogy szabadítson fel egy rabszolga státuszú népszerű kocsiversenyzőt, a császár azt válaszolta, hogy nem szabadíthatja fel valaki másnak a rabszolgáját. Büntetéseiket és kiszolgáltatottságukat azonban mérsékelte; törvényesen meg lehetett őket kínozni hogy vallomást csikarjanak ki belőlük, de megölni csak akkor lehetett, ha főbenjáró bűnben elítélték őket. Tulajdonosaik nem adhatták el rabszolgáikat gladiátornak vagy bordélyokba, kivéve ha bíróság ítélte erre azokat. Megtiltotta a szabad státuszú vádlottak és tanúk kínvallatását. Betiltotta az ergastulumokat is, azokat a zsúfolt munkagödröket, ahol megláncolt rabszolgákat dolgoztattak, sokszor büntetésképpen és néha előfordult, hogy elrabolt utazókat is közéjük zártak.
Hadrianus betiltotta a kasztrálást, akár rabszolgán, akár szabad emberen végezték; akár önkéntesen, akár kényszerrel; és mind a kasztrálót, mind az alanyt halállal büntette. Bár vonzódott a görög kultúrához, emellett ápolta a római tradíciókat is. Előírta hogy a szenátorok és a lovagok tógát viseljenek, elkülönítsék a férfiakat és a nőket a színházakban és fürdőkben. Hogy a polgárok ne csak a fürdőkben tétlenkedjenek, azok csak délután kettőkor nyithattak ki (kivéve egészségügyi okokból).

## Vallási tevékenysége

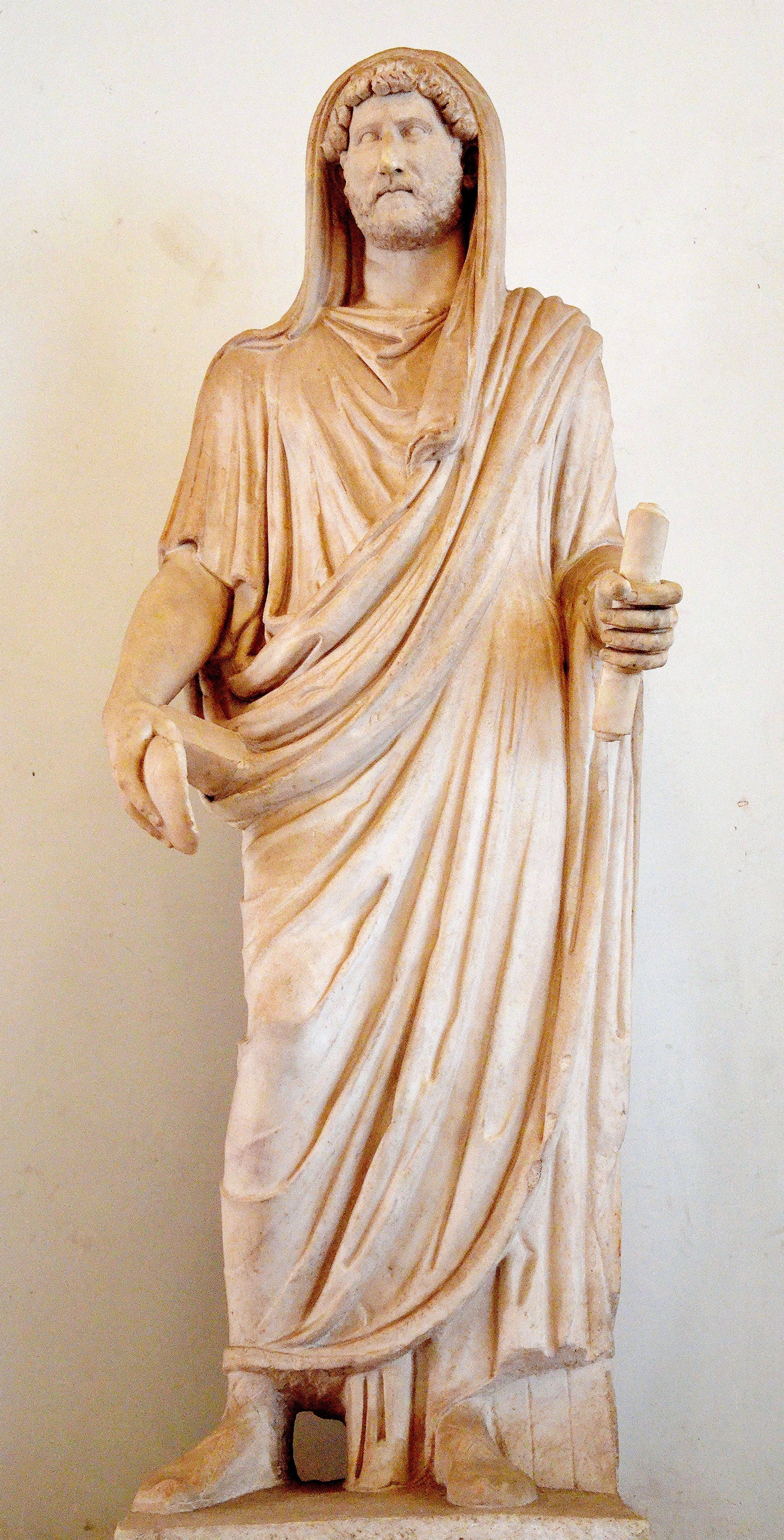
Hadrianus pontifex maximusként (Musei Capitolini, Róma)

Hadrianus egyik első feladata trónra lépése után az volt, hogy a szenátus hozzájárulását kérje elődje és közeli családtagjai istenné nyilvánításához. Traianus után röviddel unokahúga, Salonia Matidia (Hadrianus anyósa) is meghalt és Hadrianus kötelességtudóan őt is istennővé nyilváníttatta, akárcsak néhány évvel később pártfogóját, Traianus feleségét, Pompeia Plotinát. Britanniából visszatérőben valószínűleg azért állt meg Nemaususban (Nîmes), Plotina szülővárosában, hogy felavassa bazilikáját.
Császárként egyúttal ő volt a pontifex maximus, a birodalom főpapja, ő felelt a vallási intézmények megfelelő működéséért. Hispániai születése és görögbarátsága miatt a vallások súlypontja a tradicionális római kultuszok helyett némileg a provinciális hitekre helyeződött át. Az általa kiadott pénzeken a hagyományos genius populi Romani megnevezésen kívül megjelenik a Hercules Gaditanus (Gades Herculese) jelző és olyan érméket is megjelentetett, amelyek nyilvánvalóvá teszik a görög kultúra császári támogatását..
A birodalmi császárkultusz központját némileg meglepő módon a kis-ázsiai Szagalasszosz városába helyezte, de több helyi központot is létrehozott, többnyire Görögországban. Az ilyen stáuszú városok állami támogatást kaptak a vallási ünnepségek és játékok szervezéséhez, nagyszámú látogatót vonzottak, kereskedelmük fellendült. A helyi notabilitásokat arra ösztönözték, hogy maguk is legyenek a kultusz tisztségviselői és erősítsék a császári hatalom iránti tiszteletet. Hadrianus a klasszikus hellén kultúra iránti rajongását – amelyben sok kortársa osztozott – nyilvánvalóvá tette a régi szentélyek újjáépítésével. Harmadik és utolsó görögországi és kis-ázsiai útja során a vallásos szenvedély már a császár személyére irányult, a kor szinkretizmusának megfelelően istenként ábrázolták, szobrait felállították a templomokban.
Hadrianus nem sokkal halála előtt, 136-ban szentelte fel a Venus és Roma tiszteletére emelt templomot. Az épület helyét még 121-ben különítették el erre a célra (eredetileg Nero akarta ide építeni Domus Aureáját). Ez volt Róma legnagyobb temploma és inkább hellén, mint római stílusban épült. Célja az volt, hogy összekösse a római nép isteni ősanyjának és védelmezőjének, Venusnak a kultuszát Roma istennőével, akinek tiszteletét a görög szövetségesek kezdték el és addig Róma városában nem is volt szentélye. A császár ezzel is hangsúlyozni akarta Itália és a provinciák egységét, a birodalom univerzális jellegét.
A keresztényeket illetően Traianus politikáját folytatta. Célzottan nem üldözte őket és csak bizonyos vétségek, mint pl. eskütétel megtagadása miatt kerültek bíróságok elé. Asia proconsuljának, Caius Minicius Fundanusnak írott utasításában nyilvánvalóvá tette hogy ilyen esetekben a vádlóra hárul a bizonyítás terhe és ha nem jár sikerrel, rágalmazásért őt is elítélhetik.

### Antinous

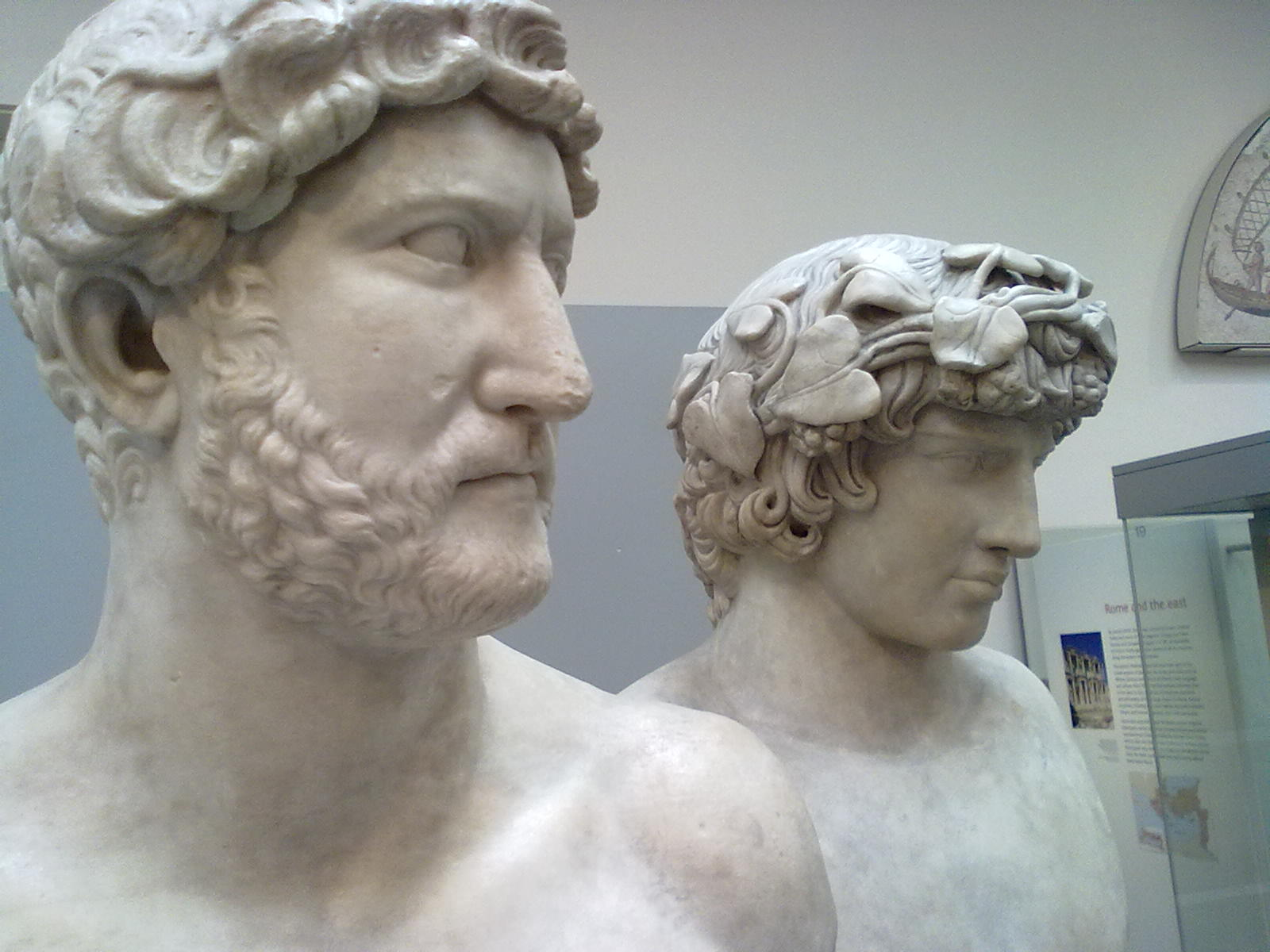
Hadrianus és Antinous mellszobrai (British Museum)

Miután szeretője, Antinous belefulladt a Nílusba, Hadrianus egy közeli templomban egy egyiptomi pappal Ozirisz-Antinous néven istenné nyilváníttatta őt, majd megalapította Antinoopolis városát, benne az "isten" kultuszhelyével. A város egy szokásos görög polisz képét mutatta, épületei görög-római stílusban épültek, polgárai házasodhattak a helyi lakosokkal anélkül, hogy elveszítették volna státuszukat, és még a megfelelő szociális intézményekről (mint a Traianus által bevezetett alimenta) is gondoskodtak. Hadrianus ezáltal ötvözte a helyi egyiptomi kultuszokat (Oziriszét) a római-hellenisztikus kultúrával. Az Antinous-kultusz igen népszerűvé vált a hellenisztikus világban és nyugaton is – ahol Belenos kelta napistennel azonosították – talált támogatókat. Érméket vertek a képmásával, a birodalom mminden részén különféle viseletben (többek között egyiptomiban) szobrokat állítottak a tiszteletére. Bithyniában és Görögországban (Mantineiában) templomot is építettek kultuszának, Athénben ünnepségsorozatot rendeztek neki, jóslatokat adtak az ő nevében. Kultusza túlélte Hadrianus uralkodását, képe még Caracalla idejében is előfordul a pénzeken és megemlítik egy Diocletianus trónra kerülését dicsőítő költeményben.
Bár nyíltan nem léptek fel Antinous megistenítése ellen, a császárnak sokan felrótták nyíltan kimutatott intenzív gyászát és költséget nem kímélő intézkedéseit, összehasonlítva késlekedésével és tétlenségével a szintén akkoriban elhunyt nővére, Paulina állami temetésének és istennővé nyilvánításának ügyében.

## Személyisége, érdeklődési köre

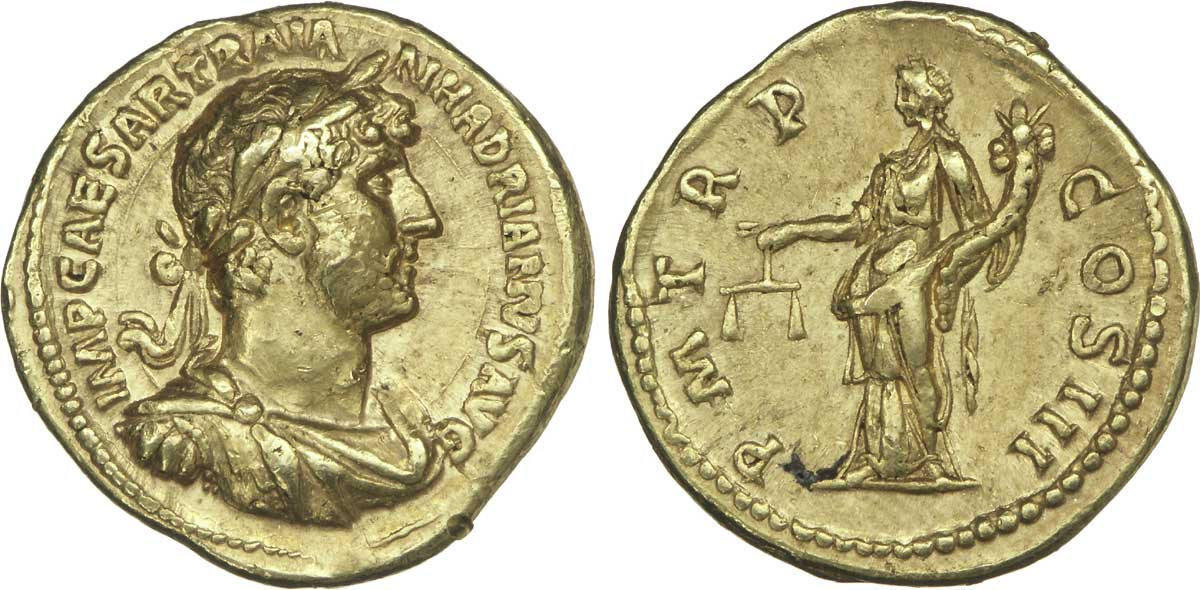
Hadrianus arcképe 123-ban kiadott aureusán

Hadrianus egész uralkodása alatt lelkesen támogatta a művészeteket és különösen sokat építkezett. Újjáépítési programja során számos várost alapított vagy újraalapított és templomokkal, amfiteátrumokkal, egyéb középületekkel látta el őket. Ilyen volt például a trákiai Philippopolis (ma Plovdiv), ahol ő építtette a monumentális stadiont és odeont. vagy Uskudama újjáépítése, amit aztán Hadrianopolisra (ma Edirne) nevezett át. Hálából támogatásaiért számos város (többek között a római Carthago) felvette a Hadrianopolis nevet. Róma Pantheonja is az ő idejében újult meg és kapta meg mai formáját. Tiburi villája az általunk ismert egyik legimpozánsabb római kori villakomplexum.
Feltételezések szerint ő kezdhette el a Hajógyári-szigeten lévő, Hadrianus-palotaként ismert helytartói palota építését is, még pannoniai kormányzó korában.
Cassius Dio azt állítja, hogy Hadrianus nagyra becsülte saját építészeti tehetségét és ízlését és annak kritizálását személyes sértésnek tekintette. Mikor egyszer Traianus és Damaszkuszi Apollodórosz (Traianus kedvenc építésze, aki többek között Traianus fórumát, győzelmi oszlopát és Dunán átívelő hídját tervezte) valamilyen építészeti problémát vitatott meg, Hadrianus beleszólt a társalgásba a saját véleményével. Apollodórosz gúnyosan visszautasította, mondván hogy nem ért ehhez és térjen vissza a tökök (utalás a Hadrianus által kedvelt nagy kupolák) rajzolgatásához. Amikor császár lett, megmutatta az építésznek Venus és Roma templomának terveit és amikor az rámutatott annak hiányosságaira, Hadrianus dühbe gurult, száműzte Apollodóroszt és végül koholt vádak alapján kivégeztette.
Fiatal kora óta szenvedélyesen vadászott, kamaszkorában megrótták mert katonai kötelességeit elhanyagolta a vadászat kedvéért. Egy alkalommal kulcscsontját és bordáját is eltörte vadászat közben. Asia provinciában alapított egy várost egy elejtett medve emlékére. Egyiptomban Antinousszal együtt oroszlánra vadászott.

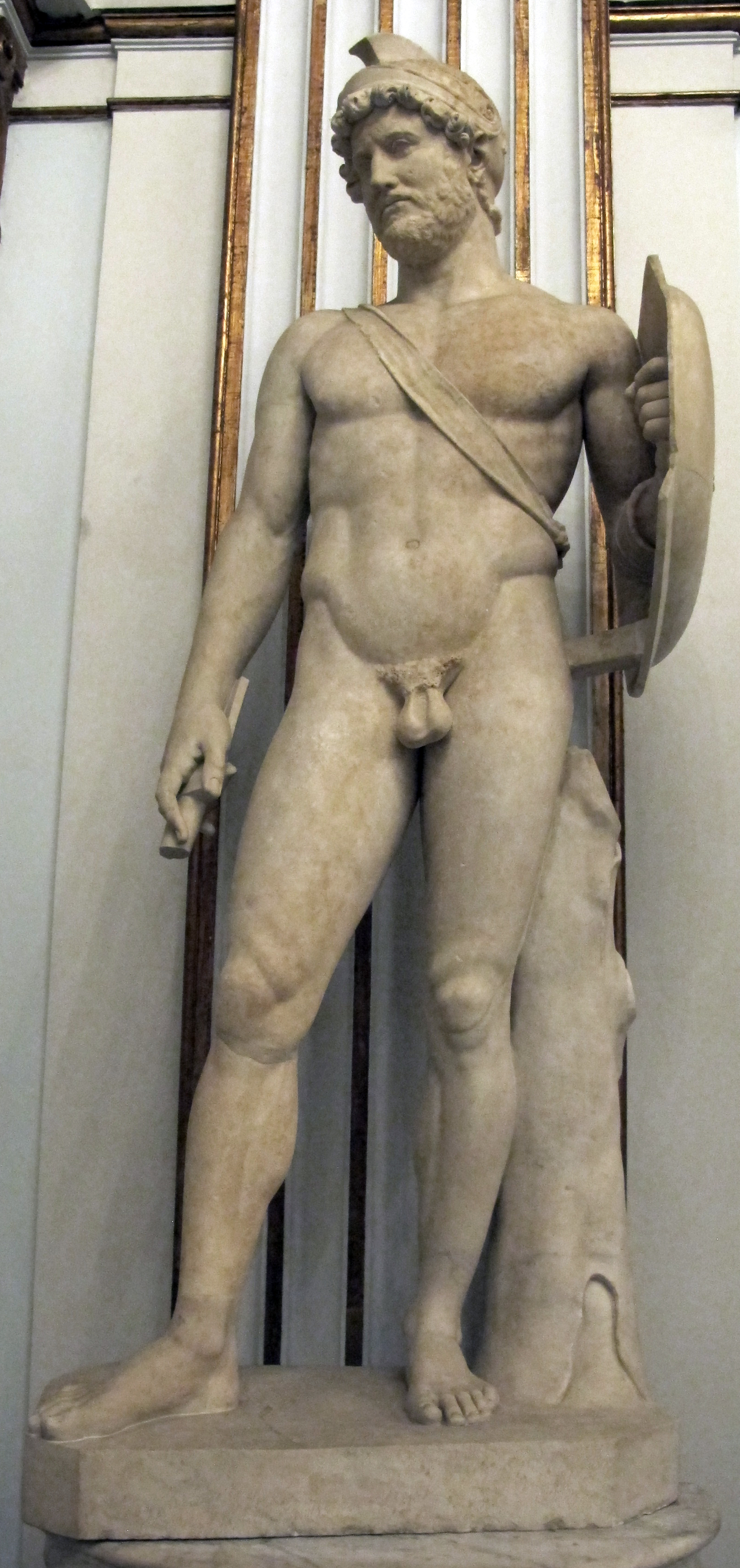
Hadrianus, mint Mars isten (Musei Capitolini)

A görög kultúra iránti rajongása lehetett az egyik oka annak, hogy szakítva a hagyománnyal, szakállt növesztett (a másik ok állítólag az, hogy így akarta eltakarni arcának bőrhibáit) Korábban valamennyi elődje (Nero kivételével, aki időnként pofaszakállt hordott) simára borotválta az arcát, követve a még Scipio Africanus által bevezetett, sok évszázados római divatot. Példája ragadósnak bizonyult, az őt követő (felnőtt korú) császárok egészen Nagy Konstantinig mind szintén szakállasok voltak (a 7. században Phókasz bizánci császár ismét visszahozta a szakáll divatját).
Ismerte a filozófiai irányzatokat; még mielőtt uralkodó lett volna, Görögországban meghallgatta Epiktétosz előadásait. Támogatójával, Plotinával is folytatott filozófiai jellegű levelezést és kérésére engedélyezte, hogy az ő jelöltje legyen az athéni epikureus iskola vezetője. Egy alkalommal kijavította Favorinus szofista filozófus szóhasználatát, az pedig csak később vallotta be hogy könnyűszerrel visszavághatott volna, de nem akart vitatkozni olyan partnerrel, akinek harminc légiója van. Tanulmányozta az asztrológiát és a jóslást (a Historia Augusta szerint előre megmondta a halála óráját) és állítólag egy rokona asztrológiai számításai révén megjósolta, hogy császár lesz belőle.
Hadrianus latin és görög nyelvű verseket is írt. Legismertebb verse az, amelyet halálos ágyán írt:
Animula vagula blandula
Hospes comesque corporis
Quae nunc abibis in loca
Pallidula, rigida, nudula,
Nec, ut soles, dabis iocos...
Weöres Sándor fordításában:
Lelkecske, lengécske, gyöngécske,
Test társa, pártfogója is,
Oly tartományba térsz, amely
Sápadt, szigorú, mezítelen,
És nem játszol többé soha.
Néhány görög verse bekerült a Anthologia Palatinába. Írt egy önéletrajzot is, melyben a Historia Augusta szerint főleg a róla keringő mendemondákat cáfolja és magyarázza vitatott cselekedeteit.
A Historia Augusta szerint járatos volt az aritmetikában, geometriában és festészetben; ügyesen bánt a fegyverekkel, még a gladiátorokéival is. Külső megjelenésében magas volt és erőteljes felépítésű, rendszeresen gyakorolta a fegyverforgatást. Haját bodoríttatta. Személyiségét illetően "egyszemélyben volt szigorú és derűs, méltóságteljes és játékos, halogató és gyorsan reagáló, fukar és nagylelkű, álnok és egyenes, kegyetlen és irgalmas, mindig mindenben változékony." Törekedett arra, hogy magánemberként szerzett sérelmeit császárként már ne torolja meg. Közfürdőkbe járt, ahol elvegyült a köznéppel. Egy anekdota szerint egyszer meglátta, hogy egy veterán a falhoz dörgöli a hátát. Kérdésére a kiszolgált katona azt válaszolta, hogy nincs pénze rabszolgára, aki megvakarná a hátát; erre Hadrianus bőségesen megajándékozta, hogy szolgát vehessen. A következő alkalommal látta, hogy egy csapat veterán bőszen dörgölőzik a falakhoz, mire kiparancsolta őket a fürdőből, hogy egymás hátát vakarják.

## Emlékezete

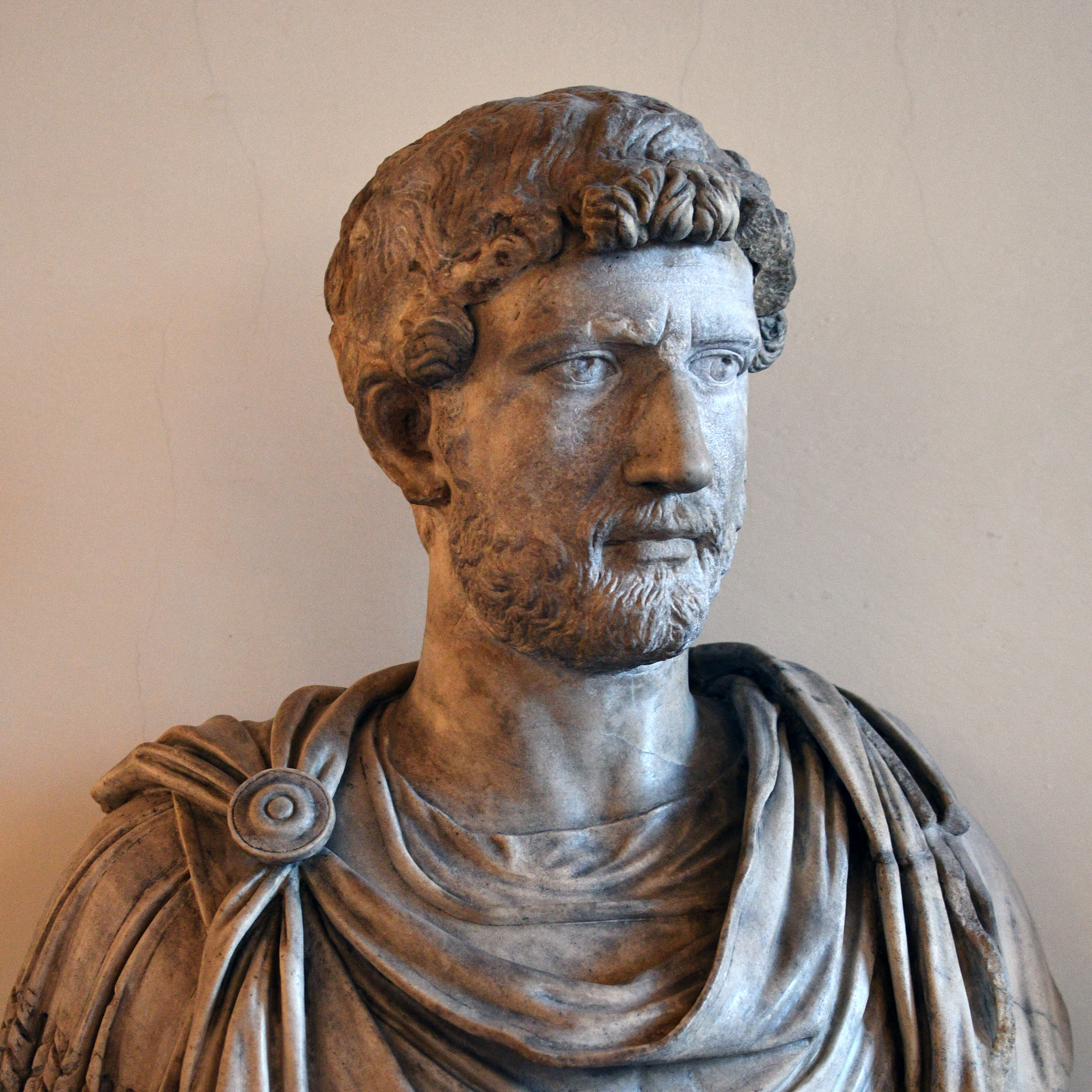
Hadrianus mellszobra

Cassius Dio szerint a nép gyűlölte és zsarnoknak tartotta a négy szenátor kivégzéséért. Az ókori történetírók (sokszor maguk is szenátorok vagy hozzájuk közel álló személyek) érdemei elismerése mellett inkább negatívan ítélték meg, különösen Traianusszal összehasonlítva. Marcus Aurelius az Elmélkedéseiben felsorolja azokat, akiknek hálával tartozik, de Hadrianus feltűnően hiányzik közülük. A neves szónok, Marcus Cornelius Fronto, Marcus Aurelius nevelője azt írta, hogy Hadrianus idejében csak élete kockáztatásával tudott fenntartani egyes barátságokat. Hadrianus és a szenátus feszült viszonyát az is jelezte, hogy uralkodása kezdetét nem a szenátus jóváhagyásától számította, hanem amikor katonái császárrá kiáltották ki. A rossz viszony azonban soha nem csapott át nyílt ellenségeskedésbe, mint a későbbi "rossz császárok" idején oly sokszor. A feszültség enyhítésének szándéka lehetett az egyik oka annak is, hogy Hadrianus uralkodásának felét Rómától távol, utazásaival töltötte.
A későbbi korok pozitívabban ítélték meg a császár alakját. Az amúgy köztársaságpárti érzelmű Machiavelli ideális fejedelemnek vélte Hadrianust és besorolta őt az "öt jó császár" közé. Friedrich Schiller "a birodalom első szolgájának" nevezte Hadrianust. A neves angol történész, Edward Gibbon csodálta "mérhetetlen, aktív géniuszát", méltányos és visszafogott politikáját; uralkodását a történelem legboldogabb időszakai közé sorolta. A mai történészek közül egyesek a legsokoldalúbb római császárnak tartják. Politikájának alapvető vonásai közé sorolják a birodalom "ökumenikus" (a provinciák igényeit, jellegzetességeit is figyelembe vevő) jellegének erősítését, a szenátustól független, autokrata kormányzást kiszolgáló adminisztráció kialakítását, valamint a terjeszkedő, hódító politika helyett a külső támadások elleni védelem és a belső kohézió megerősítését. Mindezek a jelentős politikai reformerek sorába emelik, aki továbbvitte a Római Birodalmat az abszolút monarchia felé vezető úton. Vannak akik kulturális vívmányait, az egymással ötvözött görög-római kultúra létrehozóját látják benne (aki ezáltal el is pusztította az önálló görög tradíciókat).

## Fordítás
- Ez a szócikk részben vagy egészben  a   Hadrian című angol Wikipédia-szócikk ezen változatának fordításán alapul.  Az eredeti cikk szerkesztőit annak laptörténete sorolja fel. Ez a jelzés csupán a megfogalmazás eredetét és a szerzői jogokat jelzi, nem szolgál a cikkben szereplő információk forrásmegjelöléseként.

| Elődei: Appius Annius Trebonius Gallus és Marcus Appius Bradua | Consul 108. május-augusztus (suff) collega: Marcus Trebatius Priscus | Utódai: Quintus Pompeius Falco (suff) és Lustricus Bruttianus (suff) |

| Elődei: Marcus Erucius Clarus (suff) és Tiberius Iulius Alexander Iulianus (suff) | Consul 118. júniusig collega: Cnaeus Pedianus Fuscus Salinator (jan-feb) Bellicius Tebanianus (márc) Caius Ummidius Quadratus (máj) | Utódai: Lucius Pompeius Bassus (suff) és Titus Sabinius Barbarus (suff) |

| Elődei: Lucius Pompeius Bassus (suff) és Titus Sabinius Barbarus (suff) | Consul 119 collega: Publius Dasumius Rusticus Aulus Platorius Nepos | Utódai: Marcus Paccius Silvanus (suff) és Quintus Vibius Gallus (suff) |

| Előző uralkodó: Traianus | Római császár 117 – 138 | Következő uralkodó: Antoninus Pius |